# Massacre d'Oradour-sur-Glane
Vous lisez un « article de qualité » labellisé en 2008.
Le massacre d’Oradour-sur-Glane est la destruction, le 10 juin 1944, de ce village français de la Haute-Vienne, situé à environ vingt kilomètres au nord-ouest de Limoges, et l'assassinat de ses habitants (643 victimes), par un détachement du 1er bataillon du 4e régiment de Panzergrenadier « Der Führer » appartenant à la division blindée SS « Das Reich ». Il s'agit du plus grand massacre de civils commis en France par les armées allemandes, semblable à ceux de Marzabotto en Italie, de Distomo en Grèce (ce dernier perpétré lui aussi le 10 juin 1944) ou encore de Tulle en Corrèze (perpétré la veille, le 9 juin 1944, par la même division SS), qui transposent sur le front de l'Ouest des pratiques très courantes sur le front de l'Est.
Ces événements marquèrent profondément les consciences ; leurs conséquences judiciaires suscitèrent une vive polémique, notamment à la suite de l'amnistie accordée aux Alsaciens « Malgré-nous » qui avaient participé à ce crime. Depuis 1999, le souvenir des victimes est commémoré par le Centre de la mémoire d'Oradour-sur-Glane, situé à l'entrée du bourg reconstruit, non loin des ruines du village de l'époque, à peu près conservées en l'état.

## Toile de fond historique

### Oradour avant le massacre

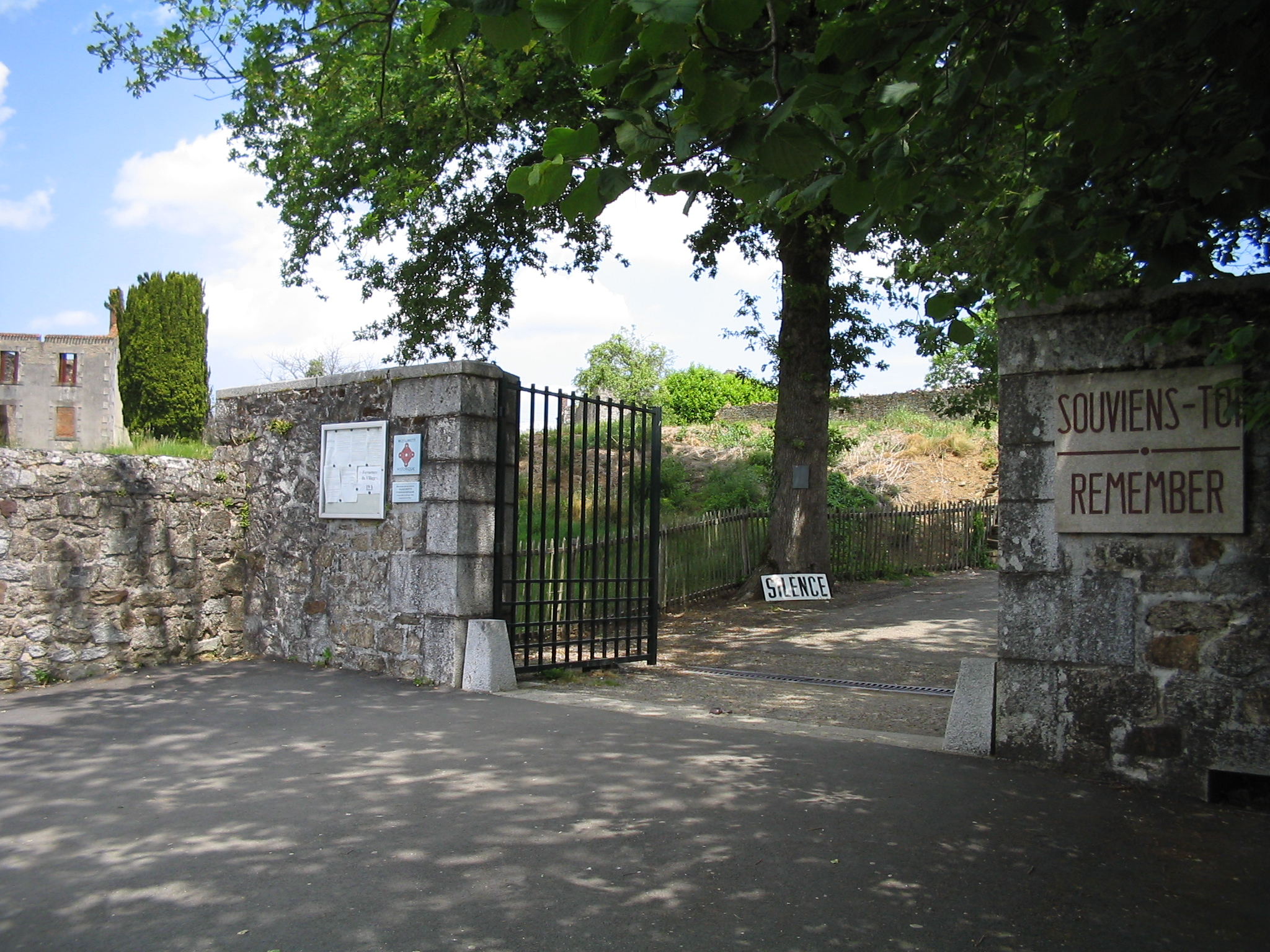
L'entrée nord-ouest du village.

Situé à une vingtaine de kilomètres au nord-ouest de Limoges, Oradour n'est en cette première moitié du XXe siècle qu'un bourg, un village de marché. Le samedi, de nombreux habitants de Limoges viennent y faire leurs provisions, en empruntant le tramway de Limoges dont le trajet dure un peu plus d'une heure. En 1936, le territoire de la commune compte 1 574 habitants, dont 330 dans le village même. « Qu'est-ce donc que cet Oradour qui baigne paisiblement dans sa campagne verdoyante ? Simplement un village de moyenne importance. Il est modeste et vit sans bruit, sans éclat ».
Politiquement, la commune se situe clairement à gauche, avec une dominance de la SFIO, surtout depuis les élections municipales de 1935 qui privent les partis de droite de toute représentation au conseil municipal ; les parlementaires de la Haute-Vienne, tous socialistes, approuvent l'octroi des pleins pouvoirs à Philippe Pétain, à l'exception de l'élu de la circonscription qui comprend Oradour, Léon Roche.
De 1939 à 1944, la population d'Oradour augmente en raison de l'arrivée de réfugiés, en trois vagues successives, puis de manière diffuse. Début 1939, arrivent des républicains espagnols, vaincus du franquisme, anarchistes, communistes ou socialistes, dont 22 sont encore présents fin 1943,. En septembre 1939, c'est au tour des populations évacuées d'Alsace pour les préserver des combats, mais elles sont plutôt mal accueillies et prennent en majorité le chemin du retour à l'été 1940,. La troisième vague, en août 1940, est constituée d'environ 80 personnes expulsées de Lorraine, dont une partie a été annexée au Reich,. En outre, à partir de la défaite française (juin 1940), et jusqu'en juin 1944, arrivent peu à peu des réfugiés du Nord et du Pas-de-Calais, de Montpellier et d'Avignon, des juifs de la région parisienne, de Meurthe-et-Moselle ou de Bayonne. En juin 1944, le village compte un millier d'habitants, essentiellement à la suite de ces afflux de réfugiés.
La présence allemande dans la région ne date que de 1942, après l'occupation de la zone libre, au printemps 1944, l'occupation n'y semble toujours pas pesante : « Autour de nous proprement dit, pas grand-chose, pas grand-chose. On ne voit rien à part ce 11 novembre. Je crois que c'est en 1942, où les Allemands […] ont envahi la zone libre. On ne les a pas tellement vus, les Allemands à Oradour. On ne les a jamais vus, à part le 10 juin ». « La commune n'a pas vu le sang couler et, somme toute, l’occupant ne lui a pas infligé de souffrances directes ».

### Les maquis aux alentours

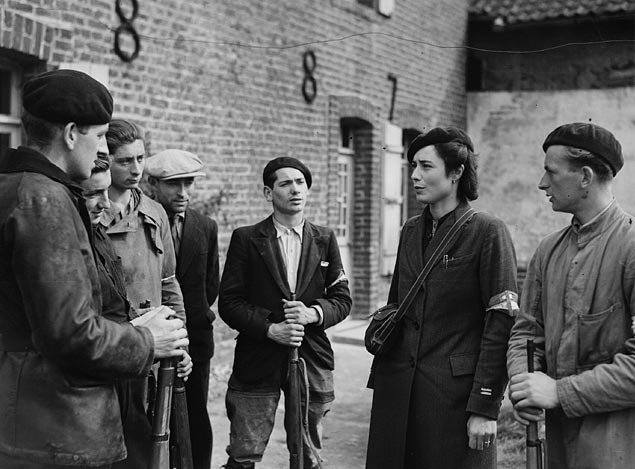
Membres du maquis à La Trésorerie (Wimille) en 1944.

Il n'y a pas de maquis à Oradour-sur-Glane ou dans son voisinage immédiat, comme l'attestent les témoignages unanimes des habitants, confortés par les rapports de l'administration de Vichy et par les principaux chefs de la résistance dans la région. Oradour-sur-Glane ne figure pas sur les cartes murales des maquis retrouvées à la Gestapo de Limoges, le plus proche de la localité étant celui des monts de Blond.
Constitué de six compagnies FTP, ce dernier forme le plus puissant ensemble de formations de résistants de la Haute-Vienne après celui dirigé par le communiste Georges Guingouin à l'est de Limoges ; deux de ces compagnies, à environ huit kilomètres d'Oradour, sont installées dans les bois des communes voisines : le Four (à Cieux, au nord) et le Bois Sournet (à Peyrilhac, au nord-est). À l'ouest, à même distance, ce sont les maquis FTP de la forêt de Brigueuil, une extension du maquis de Saint-Junien, à treize kilomètres au sud-ouest d'Oradour. C'est d'ailleurs en mission, revenant de Saint-Junien, qu'Albert Mirablon, photographe clandestin des Mouvements unis de la Résistance (MUR) de Limoges, en visite chez sa mère, est arrêté et tué à Oradour. L'existence de ces groupes est bien connue des habitants d'Oradour dont certains font partie des « légaux » du maquis, mobilisables en cas de nécessité, une telle situation étant cependant marginale. Certains Radounauds (habitants d'Oradour) font partie d'une filière d'évasion de pilotes alliés.
À la fin du mois de mai 1944, l'Oberkommando der Wehrmacht (OKW) note un « fort accroissement de l'activité des mouvements de résistance dans le Sud de la France, particulièrement dans les régions de Clermont-Ferrand et de Limoges [et] l'annonce de nombreux recrutements dans l'armée secrète ». Cette description est corroborée par celle du préfet régional de Limoges qui note la multiplication des actions de la résistance : 593 en mars, 682 en avril et 1 098 en mai.
Les 8 et 9 juin, il n'y a pas moins de cinq accrochages entre maquisards et militaires allemands, conduisant à la capture, à la tombée de la nuit du 9 juin, entre Saint-Léonard-de-Noblat et Sauviat-sur-Vige à la hauteur du village de La Bussière, commune de Moissannes, sur la route de Guéret à Limoges. Le commandant Helmut Kämpfe, responsable de nombreuses exactions, est capturé par les hommes du sergent Jean Canou appartenant au groupe de Georges Guingouin puis il est exécuté le 10. Un monolithe en granit réalisée par le peintre Jean-Joseph Sanfourche est érigé sur le lieu pour rappeler la capture du major et inauguré en 1986, par Georges Guingouin .

### La division SS «Das Reich»

Insigne de la 2e division blindée SS « Das Reich ».

En avril 1944, après avoir subi de lourdes pertes sur le front de l'Est, notamment lors de la quatrième bataille de Kharkov, la 2e division blindée SS « Das Reich », sous le commandement du Gruppenführer Heinz Lammerding, est mise au repos dans la région de Montauban pour être reconstruite. Début mai, elle comporte 18 468 hommes, dont de nombreuses recrues, par rapport à un effectif théorique de 21 000 hommes ; début juin, plusieurs de ses composantes ne sont toujours pas opérationnelles et la situation du matériel roulant, de l'armement lourd et des blindés est encore défaillante.
À son arrivée en France, la « Das Reich » possède les caractéristiques communes aux unités responsables de massacre sur le front de l'Est : ses membres sont imprégnés par l'idéologie nationale-socialiste, elle a combattu sur le front de l'Est, se perçoit comme une unité militaire d'élite et a déjà participé à des opérations de lutte contre les partisans. Ses soldats « ont traversé « l'univers moral » de la guerre à l'Est, fait de cruauté envers la population et de brutalités exercées par les officiers sur les hommes de troupe ; peines collectives, massacre de populations, destruction d'habitations et incendie de villages faisaient partie des moyens considérés comme « normaux » de la répression appliquée aux maquis ».

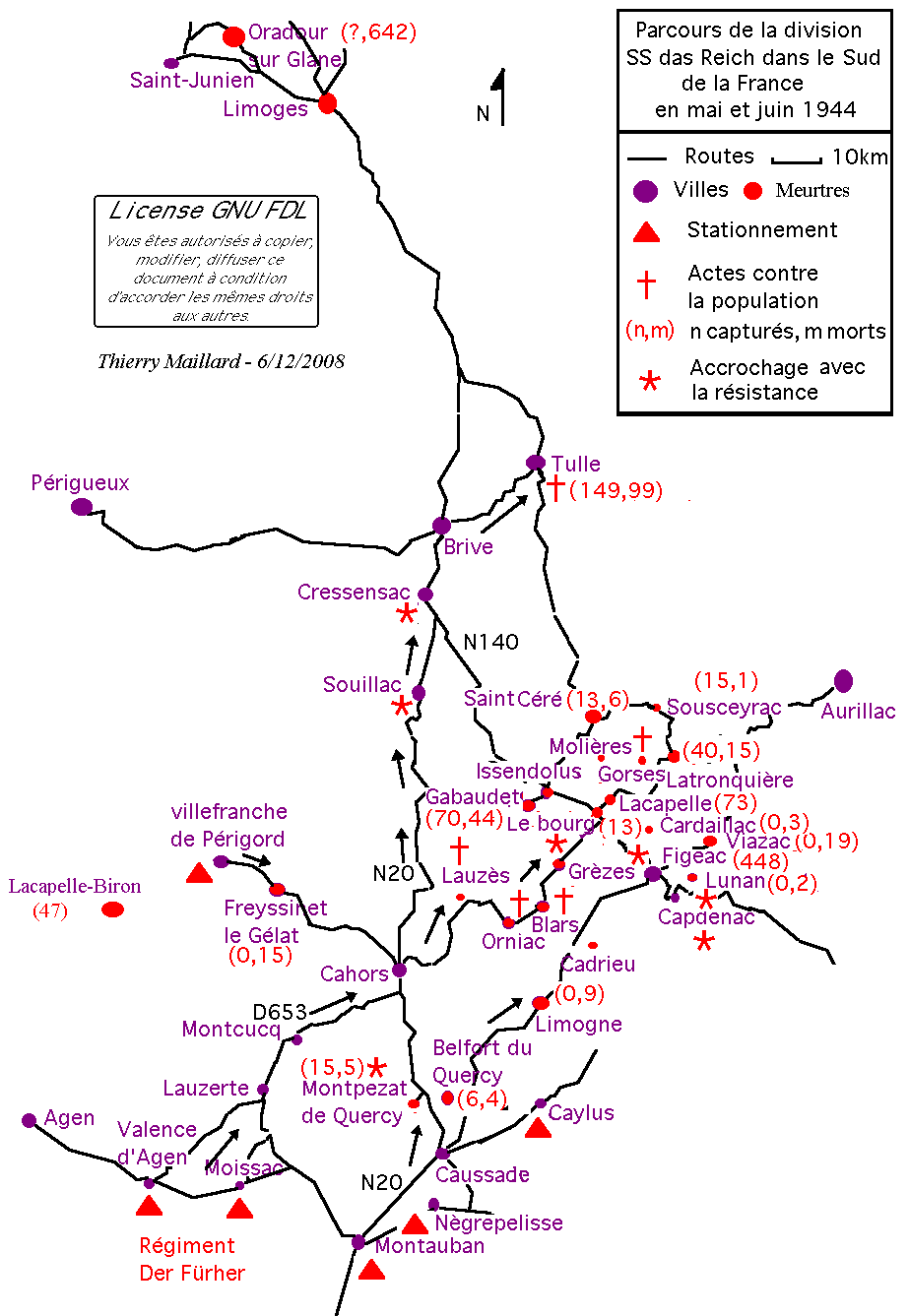
Parcours de la 2e Panzerdivision SS « Das Reich » en mai et juin 1944.

Même si la division est officiellement au repos pour reconstituer ses forces, certains de ses éléments participent à des opérations de lutte contre les partisans et à des représailles contre la population civile.
La lutte contre les partisans est régie par des ordres émis, à la suite d'une intervention personnelle d'Adolf Hitler, le 3 février 1944, connus sous le nom d’ordonnance Sperrle, du nom du maréchal adjoint au haut commandement de l'Ouest. Selon ces ordres, la troupe est tenue de riposter immédiatement aux attaques terroristes en ouvrant le feu et si des civils innocents sont touchés, bien que cela puisse être regrettable, la responsabilité en incombe exclusivement aux terroristes ; les zones doivent être bouclées et tous les habitants, quels qu'ils soient, arrêtés ; les maisons qui ont abrité des partisans doivent être incendiées. L'ordonnance poursuit en précisant qu' « il ne faut punir que le chef manquant de fermeté et de résolution car il menace la sécurité des troupes qui lui sont subordonnées et l'autorité de l'Armée allemande. Face à la situation actuelle, des mesures trop sévères ne peuvent entraîner de punitions pour leurs auteurs ». Cette volonté de durcir la répression contre la résistance est partagée par le maréchal Wilhelm Keitel, qui donne l'ordre, en mars 1944, de fusiller les franc-tireurs capturés les armes à la main et non de les livrer aux tribunaux, et par le général Johannes Blaskowitz, supérieur hiérarchique opérationnel de Lammerding, pour qui « la Wehrmacht allemande doit se défendre par tous les moyens en son pouvoir. Si, ce faisant, il faut avoir recours à des méthodes de combat qui sont nouvelles pour l'Europe de l’Ouest, il reste à constater que le combat des terroristes par embuscades est lui aussi quelque chose de nouveau pour les critères européens de l'Ouest ».
Le 5 juin 1944, le général Lammerding fait approuver par sa hiérarchie un programme répressif qui reprend les mesures mises en œuvre en Europe de l’Est et à l'arrière du front dans la lutte contre les partisans à partir de 1941. Ce programme prévoit notamment des actions de contre-propagande et de discrimination, « actions ayant pour but de monter la population contre les terroristes » ; il prévoit aussi des arrestations massives et préventives, l'occupation de localités et le ratissage de zones, ainsi que la réquisition de véhicules. Il précise enfin « l'annonce et l'exécution de la disposition que, pour chaque Allemand blessé 5 civils seront pendus et pour chaque Allemand tombé, 10 civils seront pendus ».
En mai 1944 et début juin 1944, des unités de la « Das Reich » « terrorisent les populations des départements du Lot, Lot-et-Garonne, Haute-Garonne et Ariège  ». Au cours de leurs opérations, elles fusillent ou déportent des résistants et des otages, assassinent de nombreux civils, hommes, femmes et enfants et incendient des habitations voire des villages entiers, comme celui de Terrou,,,.

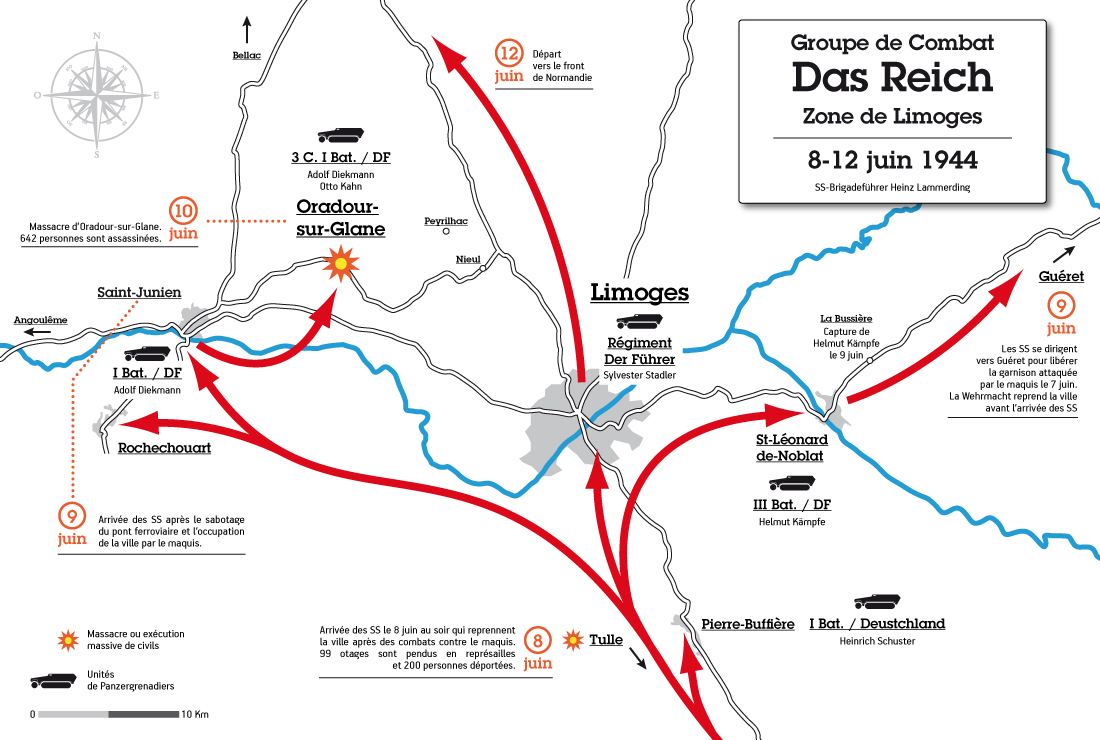
Déploiement de la 2e division SS « Das Reich » dans la zone de Limoges.

Le lendemain du débarquement, 7 juin 1944, la « Das Reich » reçoit deux ordres contradictoires du commandement suprême à l'Ouest : le premier lui donne instruction de rejoindre la Normandie, le second d'intervenir contre la Résistance dans la zone de Tulle-Limoges. Cette ambiguïté est levée par deux ordres reçus le 8 et 9 juin, qui précisent que l'essentiel de la division doit être retiré des engagements en cours avant le 11 juin à 12 h pour rejoindre le front de Normandie.
Au cours de la progression vers Tulle, des éléments de la division sont confrontés au renforcement des actions de la Résistance : de nombreux partisans sont tués lors des combats ou sommairement exécutés ; des civils sont également assassinés par le bataillon commandé par Diekmann, qui est « le seul à s'en prendre délibérément aux femmes et surtout aux enfants », notamment lors du massacre de Calviac. La répression menée par la « Das Reich » connaît un premier point culminant avec le massacre de Tulle. Le 9 juin, après avoir réoccupé la ville brièvement libérée par les FTP  commandés par Jacques Chapou, le 7, 99 hommes, sans aucun lien avec la Résistance, sont pendus aux balcons et aux réverbères et 149 hommes sont déportés le lendemain (Tulle).
Les unités qui n'ont pas fait mouvement vers Limoges mènent des opérations de répression contre la Résistance et commettent des exactions contre la population civile entre le 10 juin et le 16 juillet 1944.

## Préparation du massacre

### Préparation de l’expédition et investissement du bourg
Le groupe de reconnaissance qui commet, le 9 juin, le massacre de Tulle, et deux régiments de Panzergrenadier, investissent la région de Limoges pour préparer le positionnement de la division dans le secteur afin de réduire les maquis. Le 1er bataillon du 4e régiment « Der Führer », sous les ordres du commandant Adolf Diekmann, est cantonné autour de Saint-Junien, à 12 km d'Oradour.
Pour tarir le soutien de la population aux maquis et diminuer l'activité de ceux-ci par crainte de représailles, les SS préparent une action visant, selon Bruno Kartheuser, à produire un effet maximal de terreur. Les raisons du choix d'Oradour pour cette action restent mal éclaircies et controversées,,,, en raison de la disparition des personnes, du silence des documents, ainsi que du caractère unique du témoignage disponible relatif aux réunions entre Allemands et miliciens. Ce qui conduit J.J. Fouché à reconnaître que « leur contenu, les participants, leur nombre et ce qu'ils dirent demeure ignoré, à l'exception toutefois de deux indications : une demande d'otages — le chiffre de 40 a été avancé à la réunion de Saint-Junien — et la recherche d'un officier disparu ». J.J. Fouché soutient cependant l'hypothèse selon laquelle « les SS ont construit leur justification du massacre avant même de le perpétrer », au contraire de G. Penaud qui affirme que cette « opération de désinformation » fut programmée par Diekmann juste avant de quitter les lieux.

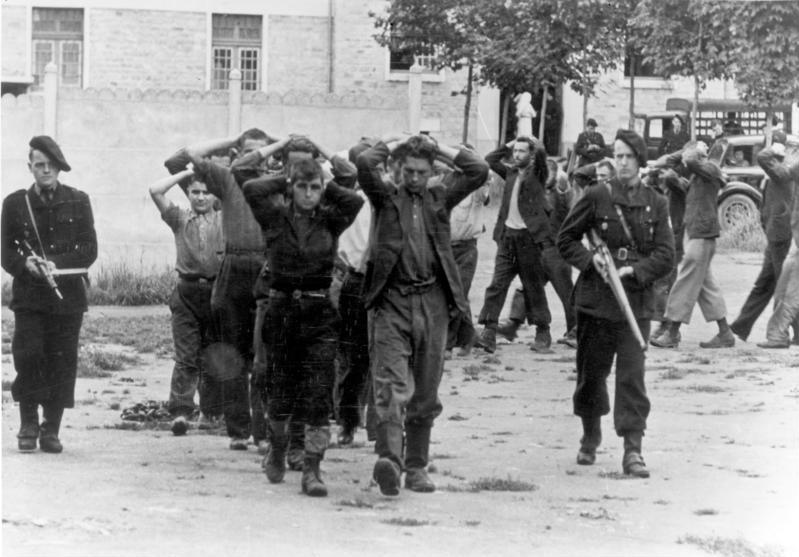
Miliciens effectuant une rafle, juillet 1944 guerre mondiale.

Les 9 et 10 juin, le massacre fait l'objet d'au moins trois réunions de préparation réunissant des membres de la Milice, de la SIPO et de la 2e Panzerdivision SS « Das Reich ». D'après l'enquête menée par le commissaire Arnet en septembre 1944, le 10 juin au matin, convoqués par le général Heinz Lammerding, le sous-chef de la Gestapo de Limoges, l’Oberscharführer Joachim Kleist et son interprète, Eugène Patry, quatre miliciens, sous la conduite de Pitrud, rencontrent le Sturmbannführer Adolf Diekmann, à l'hôtel de la Gare à Saint-Junien : « C'est là, sur une banale table de café, dans la salle du rez-de-chaussée de ce petit hôtel […] que fut décidée et réglée la destruction d'Oradour, au cours d'une conversation qui dura plus d'une heure ». Vers treize heures trente, deux colonnes quittent Saint-Junien. La plus importante d'entre elles, qui comporte huit camions, deux blindés à chenilles et un motocycliste de liaison prend la direction d'Oradour-sur-Glane ; elle est commandée par le Sturmbannführer Adolf Diekmann, en tête du convoi à bord d'un blindé à chenilles. Trois sections de la 3e compagnie, auxquelles il fait ajouter la section de commandement de la compagnie et celle du bataillon, soit un total d'environ deux cents hommes munis d'armes légères — fusils, grenades, mitrailleuses (MG42), fusils lance-fumigène et lance-grenades — et une section de mitrailleuses lourdes, se dirigent vers Oradour. Au moment du départ, le chef de la 1re section, Heinz Barth, déclare : « Ça va chauffer : on va voir de quoi les Alsaciens sont capables ».
Un kilomètre avant l'arrivée au village, la colonne s'arrête pour la distribution des ordres aux officiers et sous-officiers. Un premier groupe de cinq à huit véhicules entre dans le village par l'est, en empruntant le pont de la Glane, vers 13 h 45 : à ce moment, l'encerclement du village est déjà effectué par 120 hommes environ. Selon un des témoins, Clément Boussardier, qui assiste au passage des camions et des automitrailleuses à chenilles, « les hommes étaient tous armés soit de mousquetons, de fusils mitrailleurs ou de mitraillettes. Ils dirigeaient leurs armes en direction des maisons. […] Les Allemands étaient en tenue bariolée et leur attitude de tireur, prêt à faire feu, avait impressionné ». Ce déploiement de forces ne suscite aucune panique, ni appréhension particulière : si le pharmacien et d'autres commerçants baissent leurs stores métalliques, le coiffeur va s'acheter du tabac pendant que son commis s'occupe d'un client. Les habitants du bourg, qui n'avaient pratiquement jamais vu d'Allemands, regardaient arriver les SS sans plaisir, certes, mais avec plus de curiosité que de crainte.
Cependant, « de nombreux habitants tentèrent de s'enfuir ou de se cacher », entre 130 et 150, ce qui dénote un courage certain car « il fallait avoir une expérience de la peur et une motivation forte pour ne pas obéir aux ordres SS ».

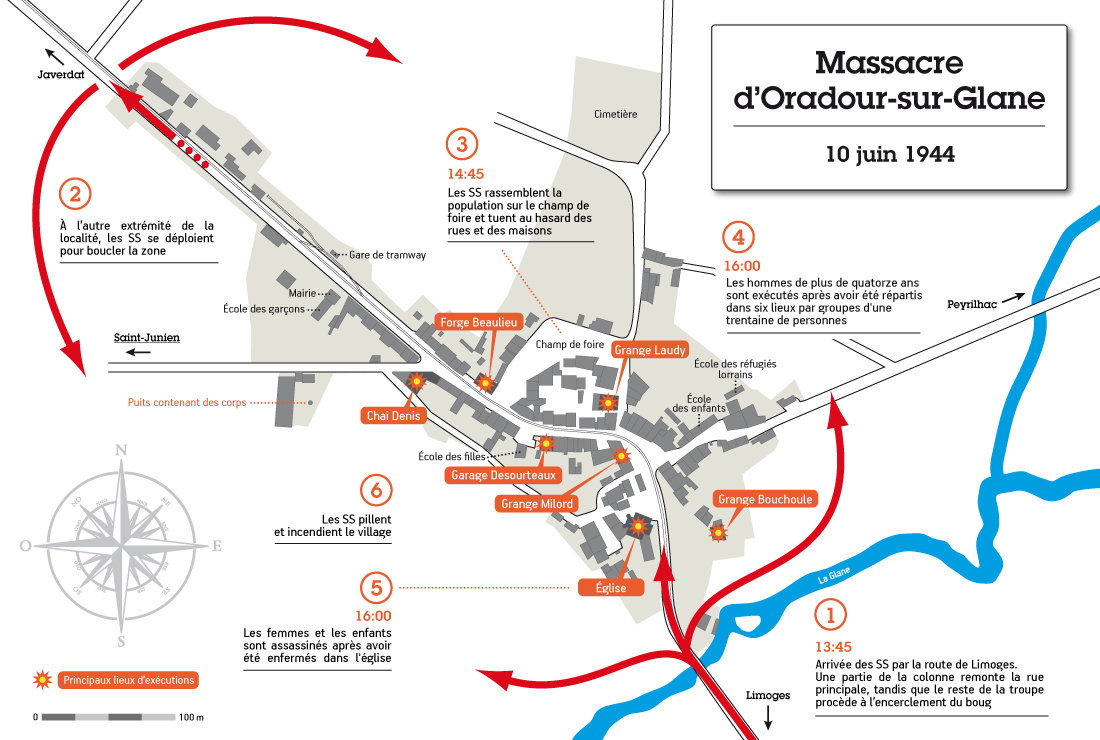

### Rassemblement des habitants
Convoqué par le commandant Adolf Diekmann, le docteur Desourteaux, président de la délégation spéciale désigné par le régime de Vichy qui fait office de maire, fait appel au crieur public pour ordonner aux habitants et aux personnes de passage au bourg, particulièrement nombreuses en raison d'une distribution de viande et de tabac, de rejoindre le champ de foire ; la majorité de la population obéit aux ordres persuadée qu'il s'agit d'un contrôle de routine. L'inquiétude des habitants est encore mesurée pendant le rassemblement et avant la séparation des hommes, des femmes et des enfants : M. Compain, le pâtissier, dont le magasin donnait directement sur la place va jusqu'à demander à un soldat allemand s'il peut aller vérifier la cuisson de gâteaux qu'il venait de mettre au four et s'entend répondre, en français, qu'on va s'en occuper. Les SS forcent les habitants de la périphérie à aller vers le centre en direction de la place du Champ-de-Foire. Le rabattage est systématique et concerne tous les habitants, des survivants en témoignent. Marcel Darthout, âgé de vingt ans et marié depuis dix mois, tente de fuir par les jardins en direction de la Glane : « arrivé au bout du jardin, je me suis aperçu que les Allemands déployés en tirailleurs cernaient le bourg, ce qui m'a obligé à revenir à la maison. Peu de temps après, un Allemand est venu faire irruption dans notre cuisine. Il tenait un fusil à la main et, avec son canon, il nous a poussés dehors, ma femme, ma mère et moi, sans ménagement » ; Mathieu Borie, diffuseur des journaux clandestins du Mouvement de Libération Nationale, constate que « au fur et à mesure de leur avance, ils ont ramassé tous les habitants grands et petits, jeunes et vieux, d'Oradour pour les conduire place du Champ de Foire. Ils passaient dans chaque immeuble se trouvant dans le quartier de leur passage, défonçant portes et fenêtres si c'était nécessaire ». La rafle inclut également les quatre écoles de la commune, soit 191 enfants, 2 instituteurs et 5 institutrices : bien que l'on soit un samedi après-midi, les enfants sont rassemblés dans les écoles, en raison d'une visite médicale ; elle concerne également les habitants des fermes et maisons situées à l'extérieur du bourg. D'après Marcel Darthout, « des camionnettes apportaient sans cesse des gens des villages environnants qui avaient été appréhendés à domicile. C'est ainsi qu'il y avait là des agriculteurs des Brandes et de Bellevue ». Selon un autre témoin, Clément Boussardier, « les gens continuaient d'arriver de partout. […] Des coups de feu isolés ont été tirés aux alentours. Les automitrailleuses faisaient le va-et-vient dans le bourg. Une autochenille qui passait dans le champ ramenait de temps à autre les paysans qu'ils y avaient ramassés. Au bout d’une heure sont arrivés les écoliers avec les instituteurs et institutrices, » ; Mme Binet, la directrice de l'école de filles, remplacée par Odette Couty pour congé de maternité, arrive en pyjama et revêtue de son manteau, poussée à coups de crosse,. Les fuyards ou ceux qui ne peuvent se déplacer sont immédiatement abattus. Lors de son procès à Berlin-Est, en 1983, Heinz Barth reconnaît qu'il a personnellement donné l'ordre à l'un de ses subordonnés d'abattre, conformément aux instructions, une personne âgée incapable de se rendre sur le lieu du rassemblement général ; selon A. Hivernaud, une vieille femme, courbée sur ses bâtons et qui n'avançait pas assez vite, fut abattue à coups de mitraillette. « Le rassemblement a été violent, avec de la casse, bris de portes et fenêtres, avec des coups de feu et des morts. Tout le monde n'a pas obéi » et si certains habitants réussissent à passer au travers des mailles du filet, la majorité de la population est rassemblée sur le champ de foire.
Le rassemblement des habitants achevé vers 14 h 45, un des Waffen-SS alsaciens traduit aux 200 à 250 hommes présents les propos du commandant Diekmann : les SS ont entendu parler d'une cache d'armes et de munitions à Oradour et demandent à tous ceux qui possèdent une arme de faire un pas en avant. On les menace de mettre le feu aux maisons afin de faire sauter le dépôt clandestin. Selon Marcel Darthout, devant l'absence de réaction, l'officier demande au maire de lui désigner trente otages, qui lui répond qu'il ne lui est pas possible de satisfaire une telle exigence, assure que les habitants du bourg n'ont pas connaissance d'un tel dépôt et se porte garant pour eux. Selon l'un des survivants, Robert Hébras, alors âgé de dix-huit ans, le commandant demande au maire de le suivre et ils font un aller-retour à la mairie. De retour sur le champ de foire, M. Desourteaux maintient son refus et se propose comme otage avec, le cas échéant, ses plus proches parents. À cette proposition, l'officier s'esclaffe et crie « beaucoup de charges ! » Vers 15 h, les femmes et les enfants sont conduits dans l'église après des scènes d'adieux déchirantes. L'interprète réitère la demande de dénonciation et déclare : « nous allons opérer des perquisitions. Pendant ce temps, nous allons vous rassembler dans les granges. Si vous connaissez quelques-uns de ces dépôts, nous vous enjoignons de les faire connaître ». Selon Marcel Darthout, « aucun dépôt ne fut signalé et pour cause, il n'y en avait pas dans le village qui était parfaitement tranquille et où chacun s'occupait uniquement de son petit commerce ou de la culture de ses terres ».
Après une heure d'attente, les hommes sont conduits dans divers locaux repérés par les SS. Vers 15 h 40, une motrice de tramway en essai arrive de Limoges, avec trois employés à bord, et stoppe peu avant le pont sur la Glane. Une cale doit être placée afin de maintenir l'engin immobile. L'un d'eux descend au moment où passe un groupe d'hommes raflés dans les hameaux alentour, groupe encadré par quelques soldats. Cet employé qui est descendu est immédiatement abattu et son corps jeté dans la rivière. Les deux autres sont emmenés auprès d'un officier qui, après examen de leurs papiers, leur ordonne de rejoindre leur machine et de retourner à Limoges,. Certains auteurs, pour expliquer le meurtre de cet employé qui n'était pas en service (il venait à Oradour pour voir un artisan), avancent qu'il aurait pu esquisser un geste ou un mouvement vers ses collègues,.

## Le massacre

### Les hommes

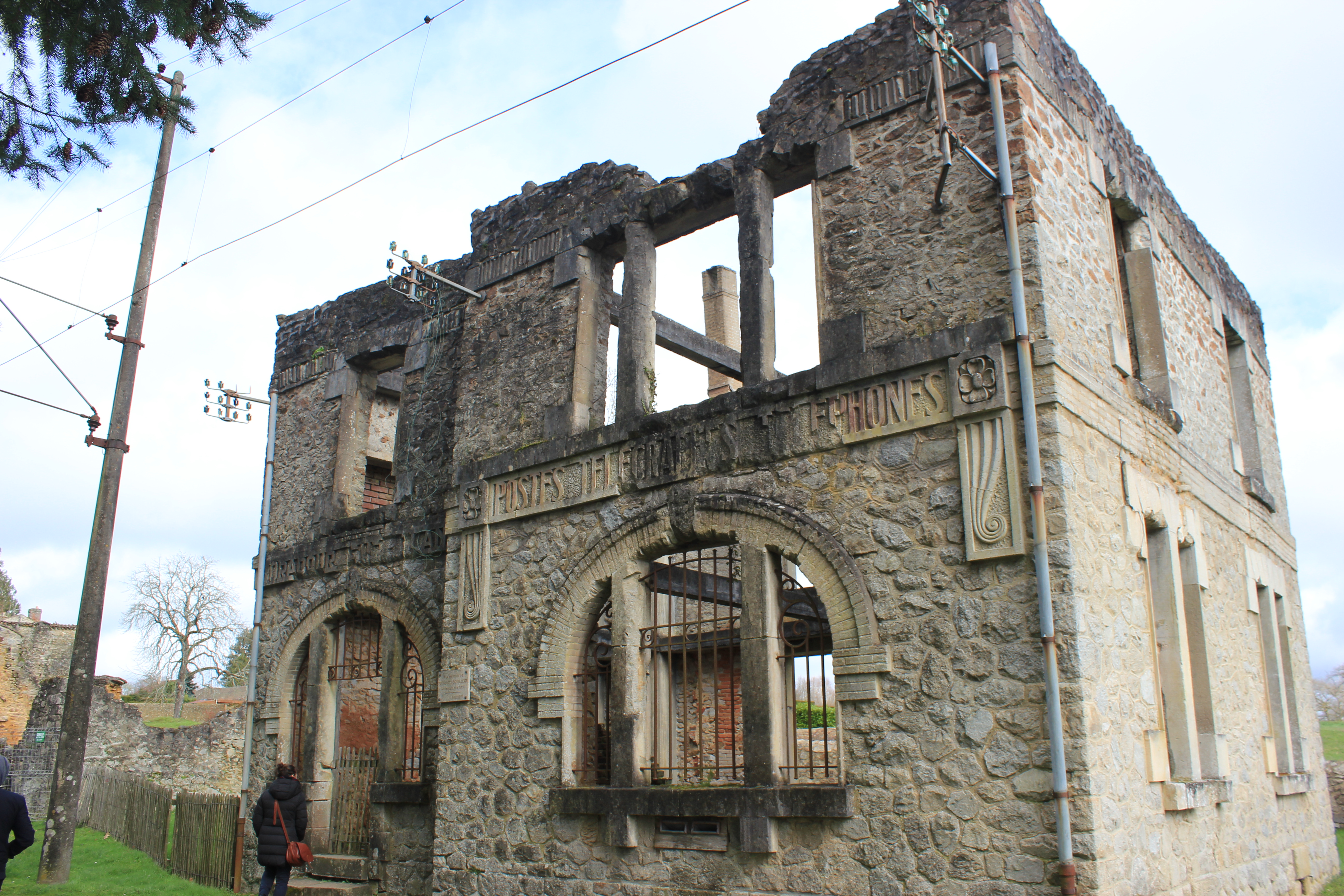
Le bureau de poste d'Oradour-sur-Glane.

Les 180 hommes et jeunes gens de plus de quatorze ans sont répartis dans six lieux d'exécution, par groupes d'une trentaine de personnes. « Pendant que, toujours tenus sous la menace des fusils, les hommes devaient vider chacun de ces locaux de tous les objets qu'ils contenaient, un SS balayait soigneusement un large espace devant la porte, puis y installait une mitrailleuse et la mettait en batterie face au local ». « Malgré cette situation inquiétante, chacun reprenait confiance, certain qu'il n'existait aucun dépôt d'armes dans le village. La fouille terminée, le malentendu serait dissipé et tout le monde serait relâché. Ce n'était après tout qu'une question de patience ». Le tir des mitrailleuses en batterie devant les lieux de rétention des hommes se déclenche vers 16 heures. Selon Heinz Barth, « à l'intérieur, les hommes étaient énervés. […] Alors j'ai ordonné Feu ! et tous ont tiré. Moi-même, j'en ai tué environ douze ou quinze. On a mitraillé une demi-minute, une minute. […] Ils tombaient tout bêtement ». Marcel Darthout témoigne : « nous avons perçu le bruit d'une détonation venant de l'extérieur, suivi d'une rafale d'arme automatique. Aussitôt, sur un commandement bref, les six Allemands déchargèrent leurs armes sur nous. […] En quelques secondes, j'ai été recouvert de cadavres tandis que les mitrailleuses lâchaient encore leurs rafales ; j'ai entendu les gémissements des blessés. […] Lorsque les rafales eurent cessé, les Allemands se sont approchés de nous pour exterminer à bout portant quelques-uns parmi nous ». Les corps sont ensuite recouverts de paille, de foin et de fagots auxquels les SS mettent le feu. Le témoignage de Marcel Darthout est confirmé point par point par celui de Matthieu Borie : la « première rafale a été dirigée contre nos jambes » ; « puis, l'opération faite, ces Messieurs les bourreaux partent tous, nous laissant seuls. Je les entends, chez le buraliste, par la porte derrière le hangar. Les verres tintent, les bouchons des bouteilles sautent, le poste de T.S.F. marche à plein ». Le même scénario se répète dans tous les lieux où sont assassinés les hommes : le garage Poutaraud, le chai Denis, le garage Desourteaux, et les granges Laudy, Milord et Bouchoule ; partout trois ordres se succèdent : le début des tirs, l'achèvement des blessés et le déclenchement de l'incendie. Dans la plupart des lieux d'exécution, le feu a été allumé sur des hommes encore vivants.
« Jusqu'au dernier instant, à l'ultime seconde du déclenchement de la mitraille, ceux qui étaient devenus des otages en attente d'une exécution n'ont pas imaginé la conséquence de leur situation. […] Ils ne pouvaient pas y croire et ils n'y ont pas cru. La surprise des victimes a été totale. La manœuvre des Waffen-SS avait réussi : l'exécution s'est passée dans le calme, sans difficulté et sans panique ». Du groupe de soixante-deux prisonniers dont fait partie Marcel Darthout, six s'échappent du bâtiment, dont un est tué par une sentinelle. Les cinq évadés survivants sont les seuls rescapés des fusillades.
Les SS qui ne participent pas aux meurtres, soit quatre à cinq hommes de chaque peloton, parcourent le village en se livrant au pillage, emportant argent et bijoux, tissus et produits alimentaires, instruments de musique et bicyclettes, mais aussi volailles, porcs, moutons et veaux. Au fur et à mesure du pillage, les bâtiments sont systématiquement incendiés, ce qui nécessite de multiples départs de feu. Débusqués par les pillards ou chassés de leur cachette par les incendies, de nombreux habitants qui avaient échappé à la rafle sont massacrés isolément ou en petits groupes, hommes, femmes et enfants confondus. En entendant la fusillade et constatant que les enfants ne sont pas rentrés de l'école, des habitants des faubourgs se rendent à Oradour où ils sont abattus : « Oradour est un gouffre dont on ne revient pas ».

### Les femmes et les enfants
Parmi les 350 femmes et enfants enfermés dans l'église, seule Marguerite Rouffanche, âgée de 47 ans, parvient à s'échapper ; son mari, son fils, ses deux filles et son petit-fils âgé de sept mois font partie des victimes. Son témoignage est unique, mais il est corroboré par les dépositions de plusieurs SS lors du procès de Bordeaux ou de sa préparation. La première personne à recueillir à l'hôpital le récit de la blessée est Pierre Poitevin, un membre éminent des Mouvements unis de la Résistance : « elle raconte ce qu'elle a vécu, calmement, posément, sans jamais varier ses déclarations. Si elle omet un détail et qu'on le lui rappelle, elle répond simplement oui, j'oubliais de le dire ». Le 13 juin 1944, le préfet de Limoges reçoit également son témoignage, dont il fait un résumé. Ce récit est repris dans une note du 10 juillet adressée à la Commission d'Armistice franco-allemande de Wiesbaden par le secrétaire d'État à la défense.

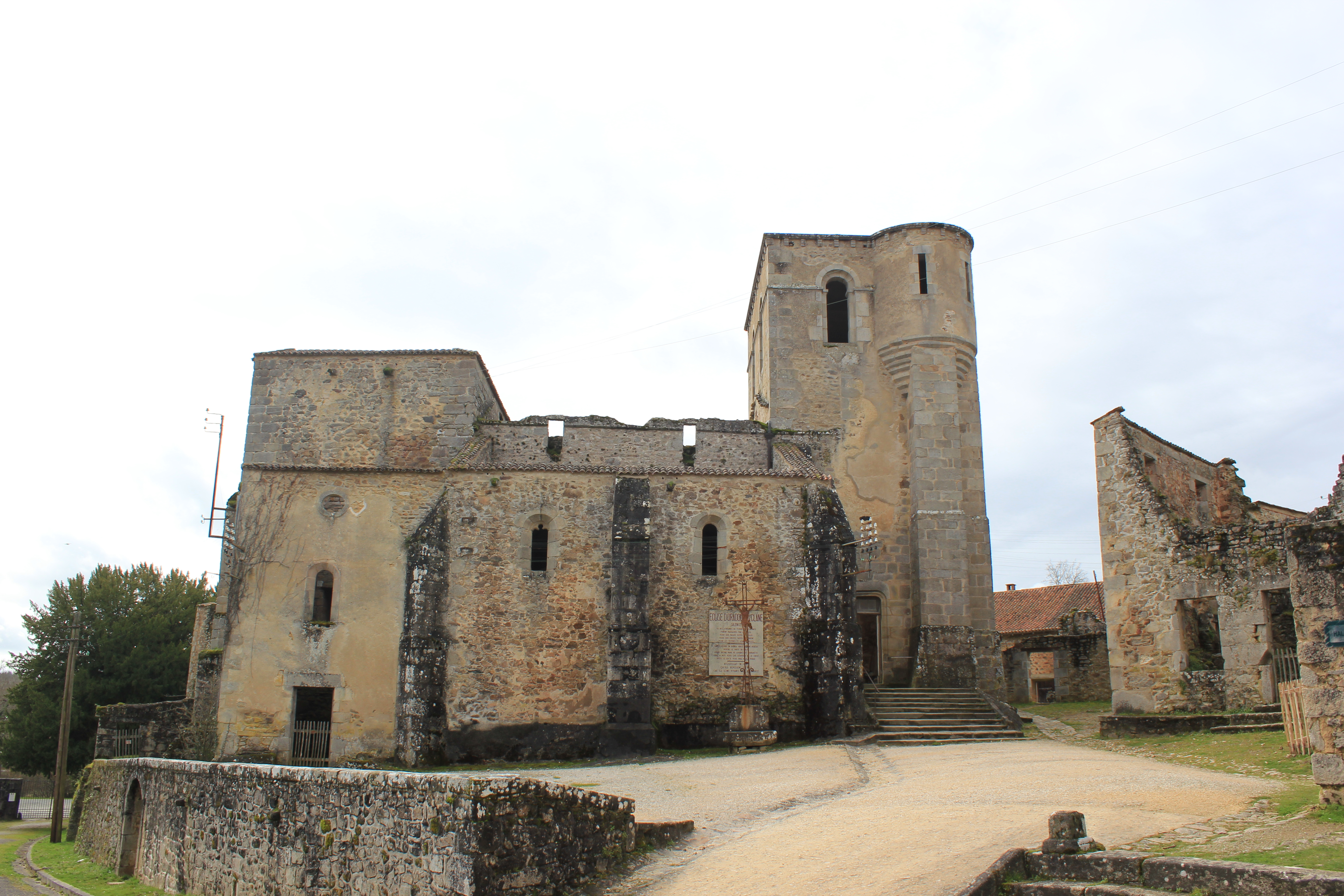
L'église.

Marguerite Rouffanche renouvelle son témoignage en novembre 1944 : 

« Entassés dans le lieu saint, nous attendîmes, de plus en plus inquiets, la fin des préparatifs auxquels nous assistions. Vers 16 h, des soldats âgés d'une vingtaine d'années placèrent dans la nef, près du chœur, une sorte de caisse assez volumineuse de laquelle dépassaient des cordons qu'ils laissèrent traîner sur le sol. Ces cordons ayant été allumés, le feu fut communiqué à l'engin dans lequel une forte explosion se produisit et d'où une épaisse fumée noire et suffocante se dégagea. Les femmes et les enfants à demi asphyxiés et hurlant d'épouvante affluèrent vers les parties de l'église où l'air était encore respirable. C'est ainsi que la porte de la sacristie fut enfoncée sous la poussée irrésistible d'un groupe épouvanté. J'y pénétrai à la suite et, résignée, je m'assis sur une marche d'escalier. Ma fille vint m'y rejoindre. Les Allemands, s'étant aperçus que cette pièce était envahie, abattirent sauvagement ceux qui venaient y chercher refuge. Ma fille fut tuée près de moi d'un coup de feu tiré de l'extérieur. Je dus la vie à l'idée de fermer les yeux et de simuler la mort. Une fusillade éclata dans l'église. Puis de la paille, des fagots, des chaises furent jetés pêle-mêle sur les corps qui gisaient sur les dalles. Ayant échappé à la tuerie et n'ayant reçu aucune blessure, je profitai d'un nuage de fumée pour me glisser derrière le maître-autel. Il existe dans cette partie de l'église trois fenêtres. Je me dirigeai vers la plus grande qui est celle du milieu et, à l'aide d'un escabeau qui servait à allumer les cierges, je tentai de l'atteindre. Je ne sais alors comment j'ai fait, mais mes forces étaient décuplées. Je me suis hissée jusqu'à elle, comme j'ai pu. Le vitrail était brisé, je me suis précipitée par l'ouverture qui s'offrait à moi. J'ai fait un saut de plus de trois mètres, puis je me suis enfuie jusqu'au jardin du presbytère. Ayant levé les yeux, je me suis aperçue que j'avais été suivie dans mon escalade par une femme qui, du haut de la fenêtre, me tendait son bébé. Elle se laissa choir près de moi. Les Allemands, alertés par les cris de l'enfant, nous mitraillèrent. Ma compagne et le poupon furent tués. Je fus moi-même blessée en gagnant un jardin voisin. »

Selon les dépositions de plusieurs participants au massacre, la charge explosive qui doit faire s'effondrer l'église n'est pas suffisante pour atteindre son objectif. « La destruction de la voûte de l'église échoua. La suite du massacre releva-t-elle d'un ordre ou d'une initiative de sous-officiers SS ? Vraisemblablement de la conjonction d'un ordre et d'initiatives individuelles : les récits des exécuteurs décrivent quelque chose proche d'un délire du champ de bataille, lorsque des hommes libèrent toute leur violence, avec l'autorisation de leur hiérarchie. Mais il n'y a pas eu de bataille ». Toujours selon les dépositions des assassins, après l'explosion de la charge, des SS « entrent à l'intérieur de l'église où ils ont tiré des rafales de mitraillettes, tandis que d'autres SS ont lancé des grenades à main à l'intérieur du même édifice, sans aucun doute pour achever la population » ; « au moment où le feu a été mis à l'église, on entendait toujours des cris à l'intérieur, mais moins qu'au début, ce qui prouve que, lorsqu'on y a mis le feu, des personnes étaient encore vivantes ou agonisantes ».
En 2019, une 643e victime est identifiée grâce au travail de l'historien David Ferrer Revull : il s'agit de Ramona Dominguez Gil dont toute la famille a été massacrée à Oradour mais qui n'avait pas été répertoriée dans la liste des victimes.

## La fin du massacre et la découverte du charnier

### L’arrêt des tueries et le départ des Allemands
Après 18 heures, un ingénieur des chemins de fer, Jean Pallier, arrive en camion en vue du village. Il raconte : « Au sommet d'une côte, nous avons pu apercevoir le bourg qui n'était plus qu'un immense brasier ». Il est arrêté avec ses compagnons de voyage à trois cents mètres de l'entrée du village et autorisé à rester sur place après une fouille. Il est ensuite rejoint par les passagers du tramway parti de Limoges habitant Oradour ou s'y rendant. En tentant de rejoindre le bourg à travers champs, J. Pallier constate que la localité est complètement cernée par un cordon de troupes en armes. Le groupe d'une quinzaine de personnes est arrêté vers 20 h et, après plusieurs vérifications d'identité, relâché avec ordre de s'éloigner du village ; un sous-officier parlant correctement le français déclare aux membres de la petite troupe : « Vous pouvez dire que vous avez de la chance ». Le massacre est terminé.

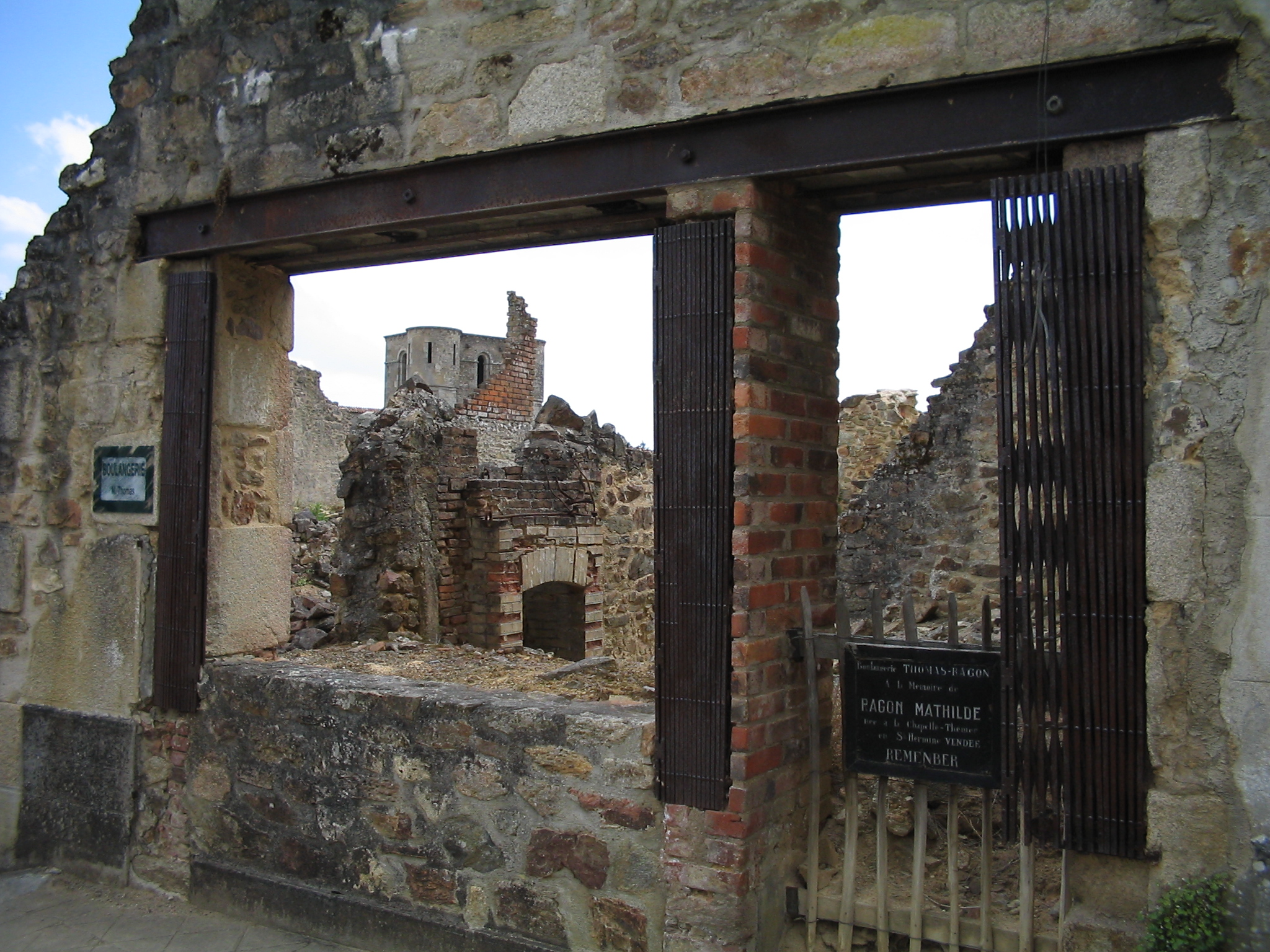
La boulangerie.

À l'exception d'une section de garde, les SS quittent Oradour entre 21 h et 22 h 30. Les SS passent la nuit dans la maison Dupic, dans laquelle seront retrouvées plusieurs centaines de bouteilles de vins vieux et de champagne récemment vidées. Selon un témoin qui voit passer les Allemands, « dans cette colonne allemande, j'ai remarqué plusieurs automobiles conduite intérieure. […] Parmi les camions militaires se trouvait l'auto appartenant à M. Dupic, marchand et négociant en tissus à Oradour. […] Il y avait la camionnette du marchand de vins. […] Sur l'un des camions, un Allemand jouait de l'accordéon. Il était juché sur le haut du véhicule qui était très chargé. Il y avait des sacs, des ballots ».
Le 11, puis le 12 juin, des groupes de SS reviennent à Oradour pour enterrer les cadavres et rendre leur identification impossible, reproduisant une pratique usuelle sur le front de l'Est. Dans sa déposition relative au 11 juin, le sergent Boos explique : « J'ai personnellement déblayé l'église. […] je portais des gants pour cette besogne. Je prenais les cadavres et les restes, les sortais de l'église et les mettais dans un tombeau creusé à cet effet. Pendant ce travail, une ligne de sentinelles était en position […] et tirait sur les civils qui s'approchaient de la forêt ». Un autre SS déclare : « Le lendemain, nous sommes revenus pour enterrer les morts. […] J'étais dans l'église pour sortir les cadavres, en nombre inconnu tant ils étaient brûlés, cadavres de femmes et d'enfants. Nous les avons enterrés derrière l'église et nous sommes partis ».

### Les premiers témoins
Jean Pallier est l'une des premières personnes à entrer à Oradour dans la matinée du 11 juin, en compagnie de quelques hommes : 

« Tous les bâtiments y compris l'église, les écoles, la mairie, la poste, l'hôtel que ma famille habitait, n'étaient plus que ruines fumantes. […] En tout et pour tout, nous n'avions aperçu que trois cadavres carbonisés en face d'une boucherie et un cadavre de femme non carbonisé, mais tuée d'une balle dans la nuque. »

C'est lors d'un deuxième passage qu'il découvre les charniers : 

« Au milieu d'un amas de décombres, on voyait émerger des ossements humains calcinés, surtout des os de bassin. Dans une dépendance de la propriété du docteur du village, j'ai trouvé le corps calciné d'un enfant […] Je vis plusieurs charniers […] Bien que les ossements fussent aux trois quarts consumés, le nombre de victimes paraissait très élevé. »

Il pénètre ensuite dans l'église : 

« Il n'est pas de mots pour décrire pareille abomination. Bien que la charpente supérieure de l'église et le clocher soient entièrement brûlés, les voûtes de la nef avaient résisté à l'incendie. La plupart des corps étaient carbonisés. Mais certains, quoique cuits au point d'être réduits en cendres, avaient conservé figure humaine. Dans la sacristie, deux petits garçons de douze ou treize ans se tenaient enlacés, unis dans un dernier sursaut d'horreur. Dans le confessionnal, un garçonnet était assis, la tête penchée en avant. Dans une voiture d'enfant reposaient les restes d'un bébé de huit ou dix mois. Je ne pus en supporter davantage et c'est en marchant comme un homme ivre que je regagnai [le hameau des Bordes]. »

Tous les témoins sont bouleversés par le degré auquel nombre de corps des quelque 350 femmes et enfants avaient été mis en pièces : « Çà et là des morceaux de crânes, de jambes, de bras, de thorax, un pied dans un soulier ».
Plusieurs témoins font également état de viols, même si ceux-ci ne sont pas évoqués lors du procès : « Le dimanche vers 15 heures, j'ai vu le spectacle effrayant de l'église où les corps carbonisés gisaient sur le sol. […] Une femme que je n'ai pu identifier, ne portant aucune blessure apparente, ni trace de brûlure, dévêtue dans sa partie inférieure, le sexe nettement apparent, était placée au-dessus des corps carbonisés. J'ai eu nettement l'impression, au moment où je la vis, que cette femme avait été violée ». Une allusion à de possibles viols est également faite dans l'ouvrage du Mouvement de libération nationale, qui à propos des enseignes des commerces subsistant dans le village après l'incendie précise : « on devine […] les bureaux du conservateur (assurances incendie, vie, accidents). Lisez-bien : Assurances-vie, incendie, accidents. Il y manque le viol pour parfaire l'ironie ». L'hypothèse de Fouché selon laquelle des viols auraient pu être commis suscite une violente réaction d'André Desourteaux : « les violences sexuelles décrites avec délectation par Fouché, me semblent (et je l'espère) invraisemblables. […] Fouché peut être satisfait, sa bile retombe sur les survivants, dont certains ont subi un traumatisme, qu'au travers de son livre, il méprise ». Parmi les survivants, seul Marcel Darthout, témoin au procès de Barth en 1981, évoque ouvertement cette hypothèse : « Qu'avaient fait les SS dans la maison Dupic, le soir du 10 juin ? […] La pensée que les soldats eussent pu abuser de jeunes femmes du village, après le massacre, parmi lesquelles aurait pu être ma sœur Georgette, me hantait. »

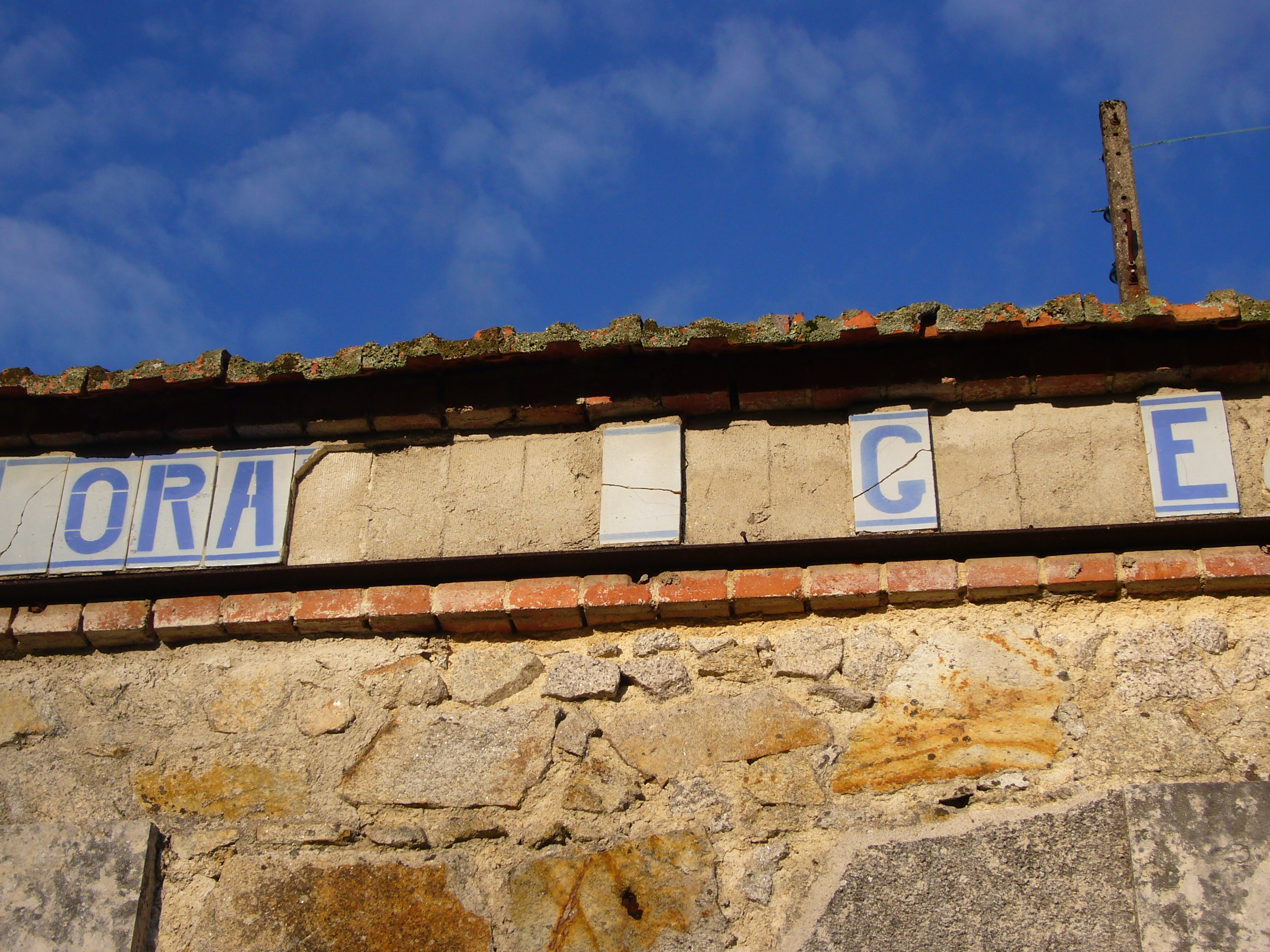
Arrêt du tram de Limoges. L'incendie du village et les aléas du temps et du climat n'ont laissé que quelques carreaux, formant le mot « ORAGE ».

Dans la soirée du 11 juin, ou dans la journée du 12, le sous-préfet de Rochechouart, M. de Chamboran, se rend à Oradour : « Je n'ai trouvé que des décombres fumants, et me suis rendu compte qu'il n'y avait pas de secours immédiats à apporter ». Le 13, le préfet régional de Limoges obtient l'autorisation des autorités allemandes de se rendre à Oradour, en compagnie de l'évêque, Louis Paul Rastouil. Dans le rapport qu'il adresse le 15 juin à Vichy, si le préfet reprend la version des SS selon laquelle l'opération fait suite à l'enlèvement d'un officier, il tient « à souligner que le village d'Oradour-sur-Glane était une des communes les plus tranquilles du département et que sa population laborieuse et paisible était connue pour sa modération ».
Parmi les victimes on compte quinze Espagnols, huit Italiens. On dénombre également trente-neuf habitants du village mosellan de Charly, qui avaient été déplacés dans le Sud-Ouest avant la guerre à cause de l'imminence du conflit et qui n'avaient pas été autorisés à retourner en Lorraine, placée en zone interdite. La commune de Charly est renommée Charly-Oradour le 12 août 1950. Le mémorial érigé à Charly-Oradour liste quarante-quatre victimes de quatorze familles de Charly et Montoy-Flanville, qu’on retrouve sur le mémorial d’Oradour-sur-Glane.
La liste des victimes est fixée par plusieurs jugements du tribunal civil de Rochechouart, dont le dernier, prononcé en janvier 1947, arrête le nombre des victimes à 642 décès, mais seuls cinquante-deux corps peuvent être identifiés et faire l'objet d'un acte de décès individuel. Parmi les morts, on dénombre 393 personnes domiciliées ou réfugiées à Oradour, 167 habitants des villages et hameaux de la commune, 93 résidents de Limoges, 25 personnes résidant dans la Haute-Vienne et 18 dans d'autres départements ; les victimes comprennent quarante Lorrains, sept ou huit Alsaciens, trois Polonais et une famille italienne de cultivateurs de sept personnes. Les 635 victimes dénombrées par Delage se répartissent comme suit : 25 de moins de cinq ans, 145 entre cinq et quatorze ans, 193 jeunes gens et hommes, dont le curé septuagénaire du village et ses deux vicaires lorrains, et 240 jeunes filles ou femmes de plus de 14 ans.

### Les survivants
Une trentaine d'habitants survivent au massacre, dont :

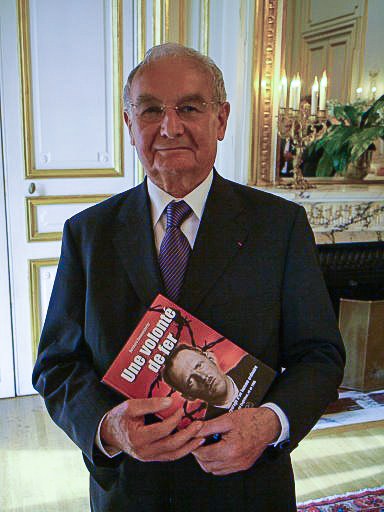
Robert Hébras, le dernier des survivants du massacre.

- Une Parisienne, Mme Taillandier, présente depuis dix jours dans le village et qui est laissée libre après contrôle d'identité et interrogatoire[122].
- Martial Beaubreuil et son frère, qui quittent leur cachette dans l'épicerie Mercier après le déclenchement de l'incendie de celle-ci en traversant le plancher en flammes[réf. souhaitée].
- Armand Senon, un adolescent immobilisé avec une jambe dans le plâtre, qui s'enfuit au dernier moment de sa maison en flammes[réf. souhaitée].
- Hubert Desourteaux, qui reste tapi[Où ?][123].
- Les enfants Pinède, qui découverts sous un escalier, sont chassés vers les champs et échappent au massacre[91].
- Roger Godfrin, originaire de Charly et âgé de 8 ans, qui s'enfuit de l'école dès qu'il aperçoit les Allemands : il est le seul écolier à échapper au massacre[124], au cours duquel il perd son père, sa mère et ses quatre frères et sœurs[125].
- Paul Doutre, réfractaire au STO, qui quitte le sous-sol de l'atelier de ses parents où il vivait caché, fait le mort dans son jardin puis se cache jusqu'à la nuit dans un caveau en construction du cimetière d'Oradour-sur-Glane, non loin de l'église qui achève de se consumer[126],[127].
- Robert Hébras, 18 ans, qui reste caché sous les cadavres de ses camarades dans une grange, après avoir été gravement mitraillé[128].

Dans la nuit du 10 au 11 juin, certains survivants quittent le village, mais d'autres y passent toute la nuit : Marguerite Rouffanche se dissimule dans un jardin, Armand Senon dans un buisson, les frères Beaubreuil dans un égout. Au total quarante-cinq personnes, dont douze passagers du tramway de Limoges arrivés après l'arrêt du massacre (parmi lesquels Camille Senon), échappent aux SS, dans diverses circonstances.
Le dernier survivant de ce massacre, Robert Hébras, meurt le 11 février 2023 à l'âge de 97 ans.

## Oradour après le massacre

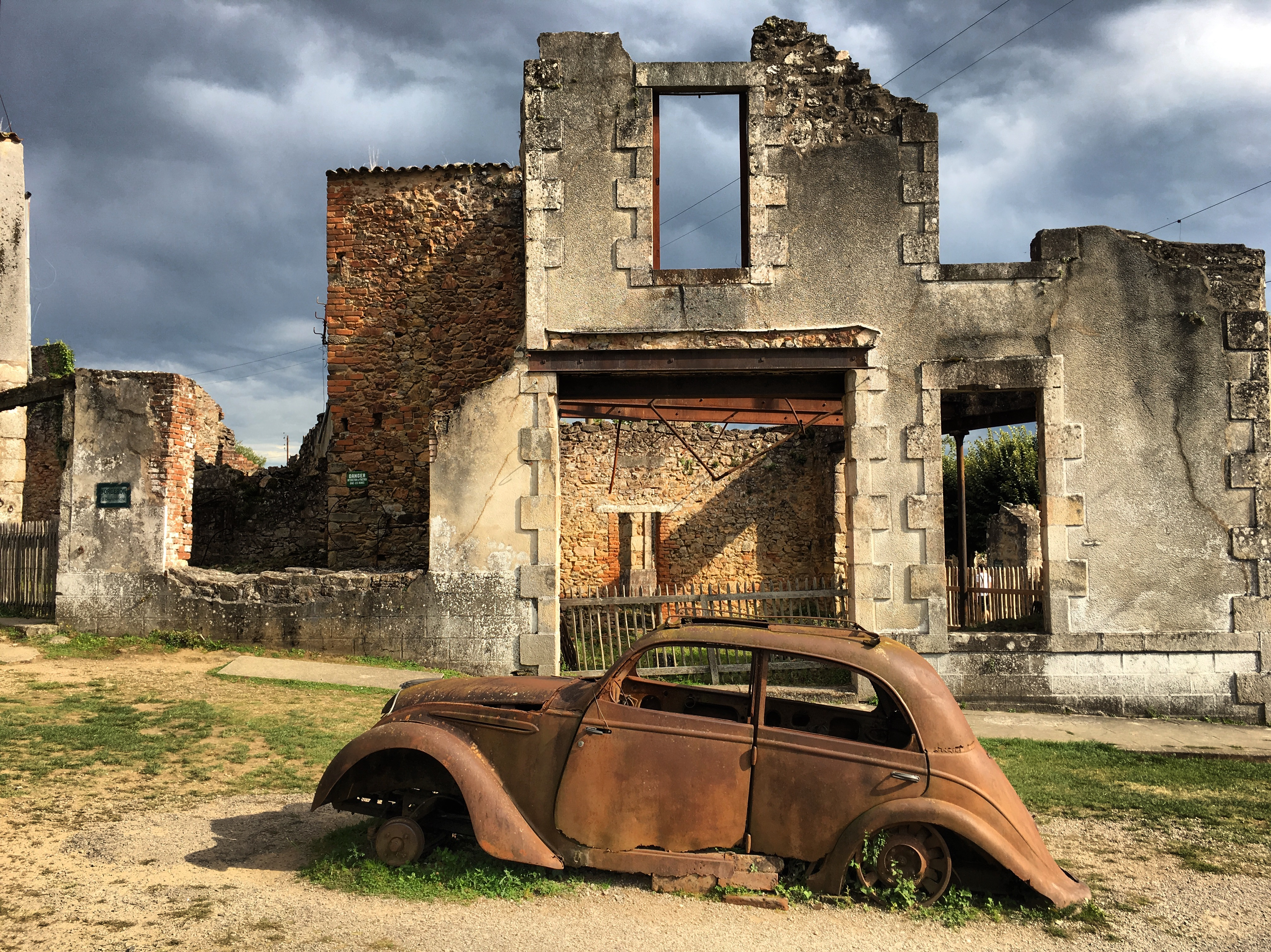
Carcasse d'une Peugeot 202 au milieu des ruines (août 2017).

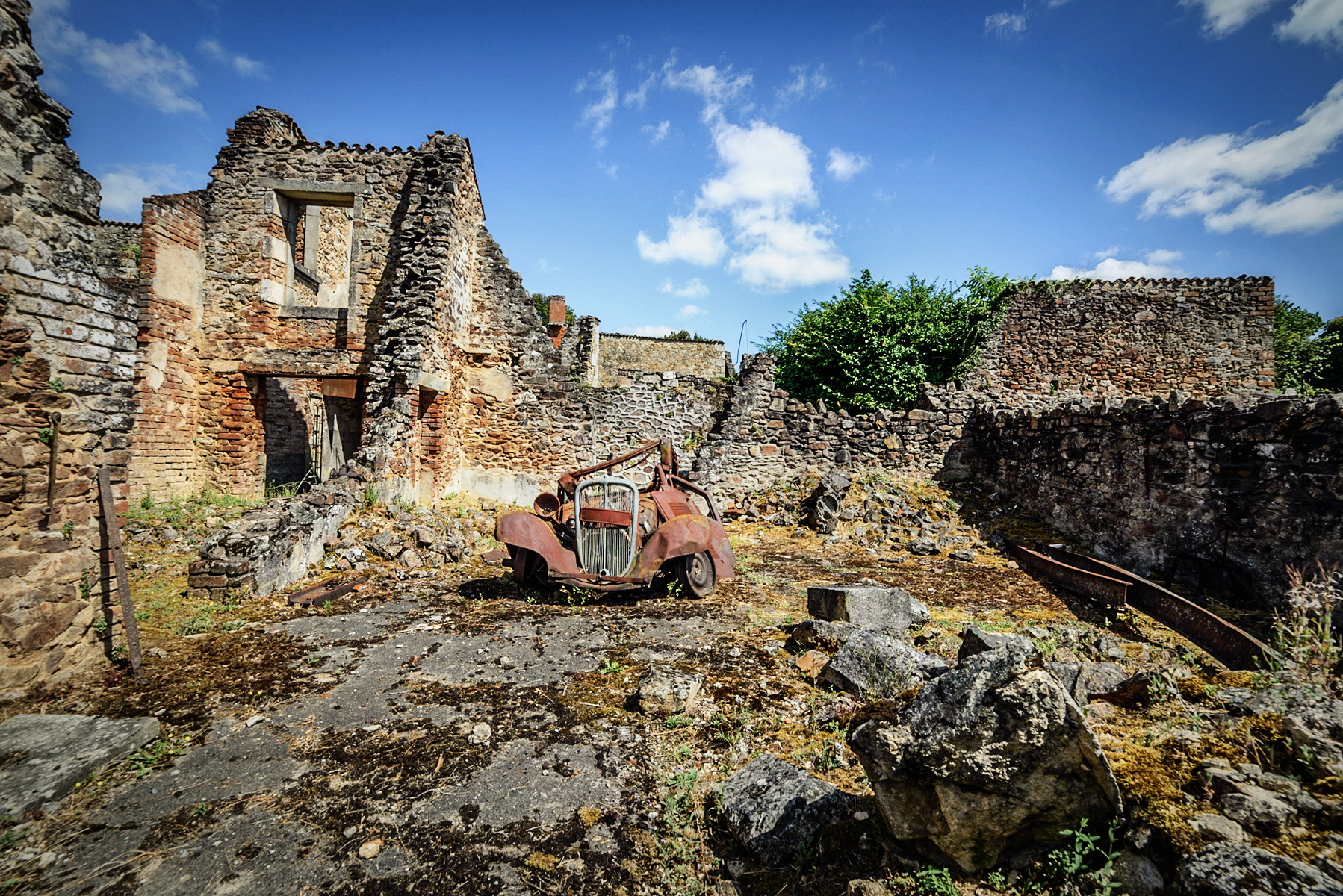
Avant d'une Citroen restante du massacre d'Oradour-sur-Glane. Aout 2016.

Après la destruction du village, les familles survivantes vivent dans des baraquements en bois, puis dès 1953, dans une vingtaine des deux cents maisons construites à quelques centaines de mètres des ruines, le « nouveau bourg », dont seule la rue conduisant de la place principale aux ruines porte un nom, « l’avenue du 10-Juin », les six autres rues ne recevant un odonyme qu'en 1992.
Jusqu’au début des années soixante, les habitants observent un deuil permanent et Oradour est une ville morte, où ne sont célébrés ni communion, ni baptême, ni mariage, sans aucune activité festive et où la seule vie associative est constituée par les activités organisées par l’Association nationale des Familles des Martyrs d’Oradour. Selon le médecin du nouveau bourg, le docteur Lapuelle, « à l’époque, le bourg était d’une extrême tristesse. Des rues désertes. On voyait peu de gens. Et surtout, ce qui frappait, c’est qu’on ne voyait pas d’enfants. […] Et cette tristesse était quelque chose d’indescriptible. Surtout, il existait à l'époque une drôle d’ambiance dans l’Association des familles qui était encore sous le choc du massacre et qui pensait qu’il fallait observer une génération de deuil dans ce pays ». Pour certains, comme Jeannette Montazeaud, la proximité des ruines est pesante : « La seule chose que je n'aime pas, c'est que le nouveau bourg soit si proche. J'aimerais pouvoir ouvrir ma fenêtre et ne pas voir les ruines ».

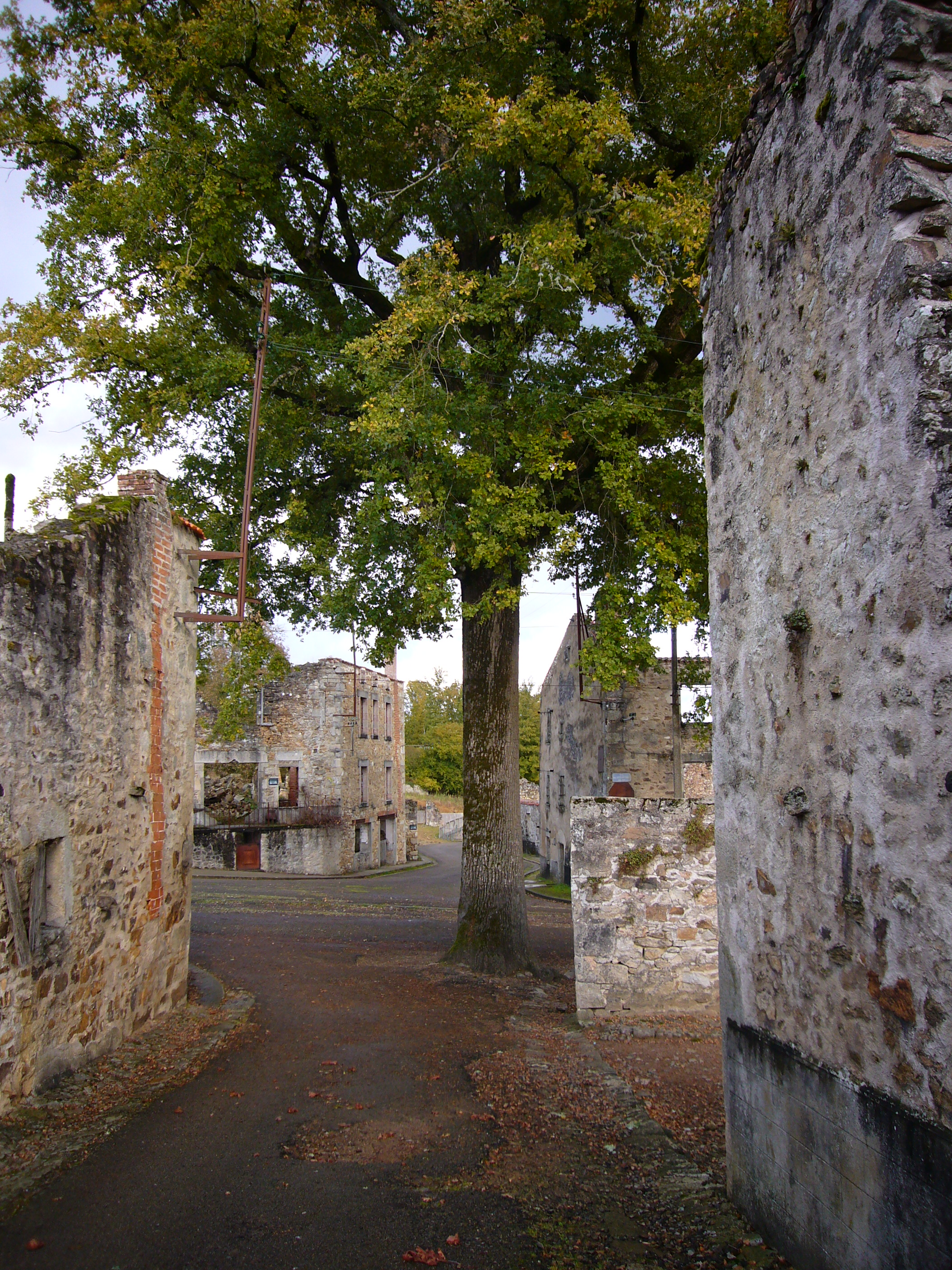
L'arbre de la liberté, intact après l'incendie.

Le deuil permanent se révèle être un lourd fardeau pour les habitants, et particulièrement pour les jeunes. Amélie Lebau, qui avait quinze ans en 1944, ne peut porter des vêtements de couleur qu'après son mariage : « Comment vous dire ? Moi, le deuil a été quelque chose qui m'a terriblement marquée. Affreusement marquée, je dirais. […] Défiler tous les dimanches en noir dans le vieux bourg devenait presque un supplice. Parce que, bon, on y rencontrait toujours des gens qui avaient souffert, on parlait des morts et on ne parlait jamais de la vie ». Albert Valade souligne qu'« il n'y a plus d'enfants. Le Mas-du-Puy, comme tous les hameaux de la commune d'Oradour-sur-Glane, est devenu un village sans enfants. » « Les commerçants ne devaient pas avoir d'enseigne. Les femmes se vêtirent de noir. On ne jouait plus aux cartes, les bals étaient interdits ». Avec le temps et l'arrivée de nouveaux habitants, la vie sociale reprend peu à peu, même si les interdits restent nombreux, comme le note avec humour le docteur Lapuelle en 1988 : « Nous avons fait un acte de rébellion cette année. Le pharmacien a fait refaire son crépi ocre en jaune, sur la place. Nous avons émis un signe de révolte. Et dans les années qui viennent, nous allons faire la mairie, la poste, les bâtiments publics en jaune. C'est quand même plus gai ».
En 1991, le retour à une vie normale se traduit par la plantation d'arbres le long de l'avenue du 10-Juin et le placement de bacs à fleurs à l'intersection principale.

## Les récits synthétiques

### L’analyse des historiens

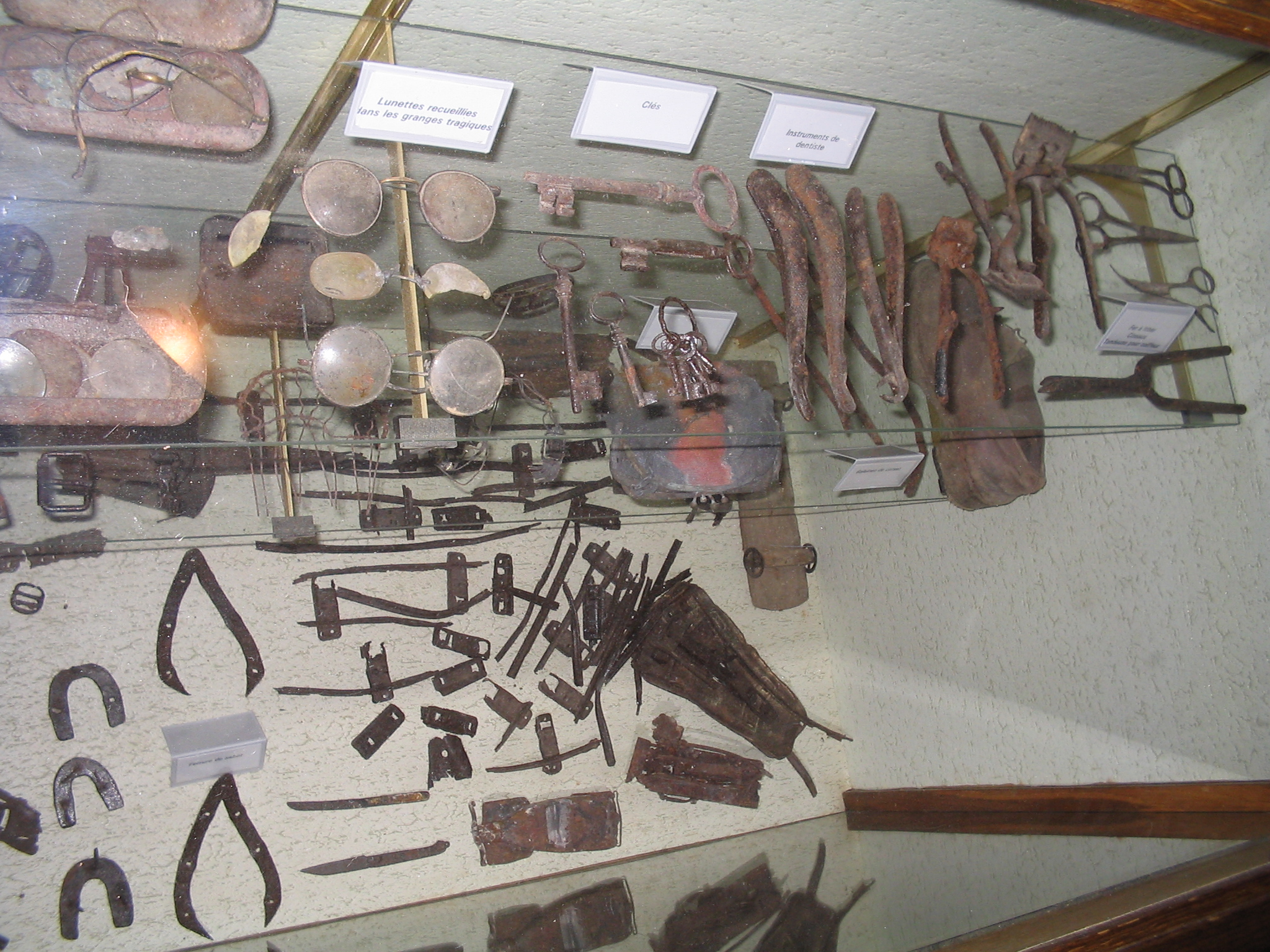
Objets récupérés à Oradour-sur-Glane et exposés au mémorial.

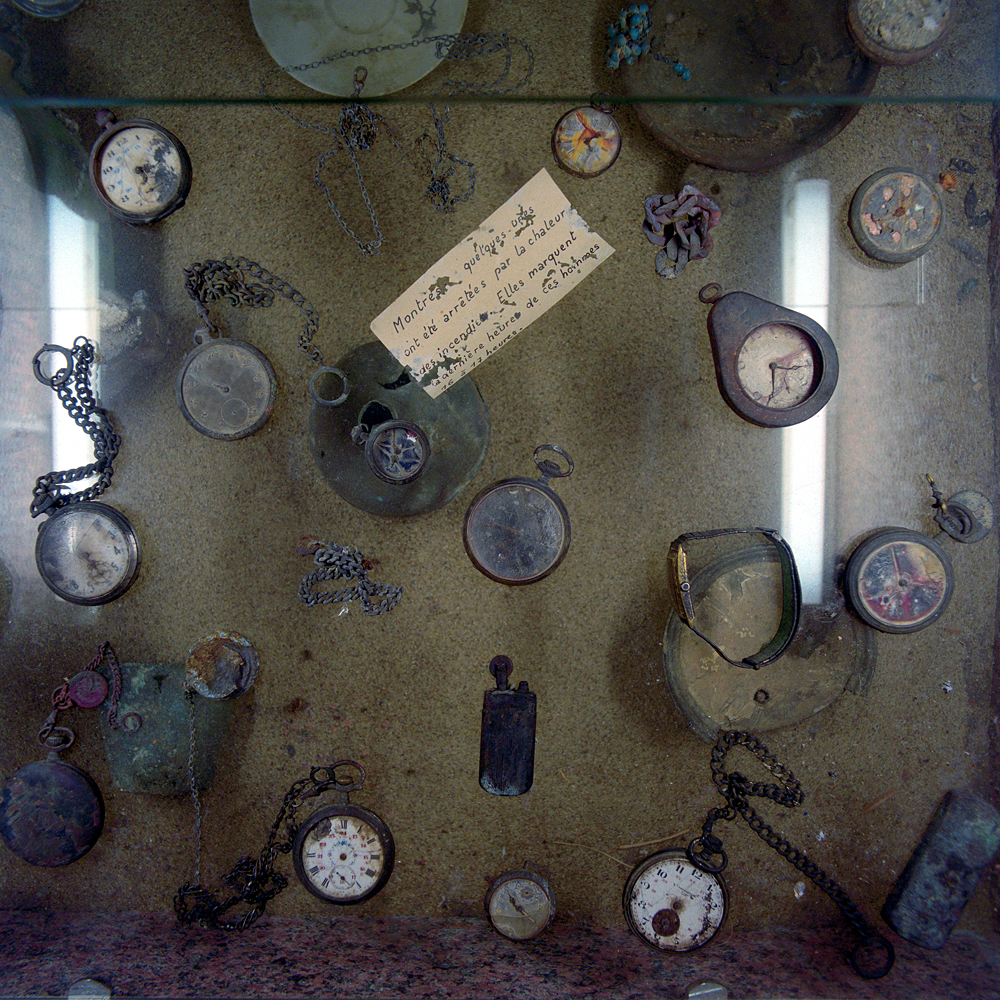
Légende : « Montres. Quelques-unes ont été arrêtées par la chaleur des incendies. Elles marquent la dernière heure de ces hommes. 16 à 17 heures ». Photographie : Arno Gisinger, 1994.

La division « Das Reich » reçoit l'ordre de réprimer les maquis avec la plus grande dureté, d'impressionner et de terroriser la population pour qu'elle cesse de tolérer ou favoriser l'action armée des maquisards. De retour du front de l'Est, elle est coutumière des représailles contre les civils soupçonnés de complicité avec les partisans.
Deux thèses existent quant à la prise de décision elle-même. La plus simple énonce que le général Heinz Lammerding ordonna d'éradiquer, pour l'exemple, un village de la région. Le choix, concerté avec la Milice, se porta sur Oradour, un bourg paisible et nullement impliqué dans la résistance armée. Pour Jean-Luc Leleu, « le village aurait été choisi non pour ce qu'il était, mais pour l'apparence qu'il pouvait avoir aux yeux des services de police allemands et français. En sus de son implantation géographique et de sa taille qui rendait aisée sa destruction rapide, la présence supposée de groupements de travailleurs étrangers (notamment des communistes espagnols) et de réfugiés juifs était largement susceptible d'attirer la foudre sur le village ». L'historien Pascal Plas confirme que le choix d'Oradour est délibéré et n'a aucun lien avec la présence de maquisards : « pour massacrer une population dans un temps déterminé, il ne faut pas qu'il y ait de résistance. Et justement, Oradour est à l'écart des grandes zones de résistance ».
Selon Jean-Luc Leleu, le massacre d'Oradour est une transposition circonstancielle de la guerre menée à l'Est, ce qui implique que toute idée que les événements du 8 au 11 juin 1944 puissent être accidentels est à écarter : « Il s'agit d'une violence méthodiquement appliquée et parfaitement contrôlée ».
Une thèse plus complexe reprend le rôle des fausses informations désignant Oradour comme abritant un poste de commandement du maquis ; une variante implique une confusion avec Oradour-sur-Vayres, un village plus au sud-ouest, connu pour abriter des résistants actifs. Pour J.J. Fouché, il s'agit d'une simple rumeur née dès le 10 juin et reprise par le colonel Rousselier, qui commandait les forces françaises du département en octobre 1944 devant un enquêteur américain : « Ces rumeurs [comme celle de la présence parmi les tueurs d'un ancien réfugié alsacien mal accueilli à Oradour] sont intégrées dans les récits de certains témoins. Par nature invérifiables, elles sont des assemblages d'éléments parfois invérifiables isolément, mais elles ne résistent pas à l'analyse historique ». A. Hivernaud estime lui aussi impossible une confusion entre Oradour-sur-Glane et Oradour-sur-Vayres.
Les analyses des historiens se rejoignent cependant pour le récit du déroulement : les Waffen-SS rassemblent tranquillement une population docile sous prétexte de contrôle d'identité, séparent les hommes pour les envoyer dans six locaux où ils sont abattus, enferment les femmes et les enfants dans l'église où ils sont massacrés, et mettent le feu au village, notamment afin de rendre impossible l'identification des corps,,.
Pour Bruno Kartheuser, « si on compare les cas de Tulle et d'Oradour, très proches l'un de l'autre, on pourra en fin de compte les interpréter comme des exercices d'un disciple de Himmler animé de l'ambition d'obtenir, alors qu'il restait peu de temps après le débarquement des Alliés, un effet maximal de terreur, ce à quoi il est parvenu pleinement et de façon durable. […] À Oradour, les SS […] firent un exemple en se référant à une accusation sans fondement et non vérifiée, émanant de la Milice ou du SD, selon laquelle Oradour serait un haut lieu de la Résistance ; ils y anéantirent la localité, autant les personnes — citoyens, réfugiés, y compris les femmes et les enfants — que le lieu duquel rien ne subsiste, sinon des ruines inhabitables. Les deux actions relevaient d'une certaine mécanique du sadisme, d'une pédagogie de la terreur dans laquelle on reconnaît le spécialiste dans l'organisation d'opérations de grande envergure du même type qu'à l'Est, à savoir Lammerding, officier d'état-major aux côtés de von dem Bach-Zelewski ». Non seulement l'effet de terreur recherché est atteint, mais un rapport interne de la division « Das Reich » du 17 juin 1944 souligne « la salutaire influence produite sur le moral des troupes par le commencement des mesures de représailles ». L'analyse de Kartheuser est en complet accord avec les hypothèses émises par Franck Delage dès 1944. Pour Delage, « il est avéré que la population d'Oradour était une des plus calmes du Limousin. […] Elle n'était nullement un centre de rassemblement ni une base d'opération pour le Maquis. […] Il est certain, en outre, qu'aucun assassinat d'un officier ou d'un soldat allemand n'a été commis sur le territoire ». Toujours selon Delage, « faute de pouvoir découvrir un motif à cette tuerie, on vient à croire que les Allemands ont eu pour but de faire un exemple […], ils comptaient que l'épouvante généralisée paralyserait la Résistance ». L'auteur étaie son hypothèse en s'appuyant sur le témoignage de l'évêque de Limoges, Louis Paul Rastouil, qui écrit que « s'il y avait eu une raison aux actes d'Oradour, surtout s'il y avait eu meurtre d'un officier ou de soldats allemands : 1° le général [Gleiniger, chef de l'état-major 586 à Limoges] n'aurait pas présenté des excuses ; 2° j'aurais été arrêté et incarcéré [suite à sa lettre de protestation adressée à Gleiniger le 14 juin 1944] ».

### Le récit de Weidinger: une thèse négationniste
Le récit auto-publié du SS-Sturmbannführer Otto Weidinger, relève de la littérature négationniste : il se base en partie sur un autre ouvrage du même auteur, sur des « témoignages » recueillis de seconde main et ne mentionne aucune source primaire vérifiable. La plupart des témoins cités étaient décédés au moment de la publication de son ouvrage et lorsqu'il évoque des archives allemandes, il précise qu'elles ont été perdues pendant les combats.
Selon Otto Weidinger, l'expédition contre Oradour aurait été improvisée en fin de matinée du 10 juin, à la suite d'une conjonction d'informations. Le 9 au soir, le SIPO-SD de Limoges, utilisant peut-être des renseignements délivrés par les services de la Milice, signalait Oradour comme abritant un PC du maquis. Le lendemain à l'aube, le lieutenant Gerlach, capturé la veille près d'Oradour, ayant réussi à échapper à ses ravisseurs, aurait rapporté qu'il y fut conduit et molesté, et qu'il y vit de nombreux maquisards, y compris « des femmes en veste de cuir jaune et casquées ». Dans la matinée, le major Diekmann, commandant du 1er bataillon, serait arrivé au PC du régiment. Deux informateurs français, rapporte-t-il, seraient venus lui confier qu'un officier, vraisemblablement Helmut Kämpfe, du commandant du 4e régiment et ami proche de Diekmann était détenu à Oradour-sur-Glane et qu'il « devait être, dans le cadre de festivités, fusillé et brûlé ». Adolf Diekmann aurait proposé à son supérieur de monter une expédition pour récupérer et libérer cet officier. Le colonel Stadler aurait accepté, et lui aurait donné l'ordre de détruire le PC du maquis et de prendre 40 otages comme monnaie d'échange, si possible des chefs de « bandes partisanes », si l'officier n'était pas retrouvé. Dans cette perspective, Stadler aurait fait libérer par le SIPO-SD un maquisard capturé afin de prendre contact avec les ravisseurs de Kämpfe pour leur proposer un échange.
Seul Hastings accrédite l'idée qu'Oradour aurait bien été choisi pour retrouver Kampfe. Cette hypothèse est notamment infirmée par Louys Riclafe et Henri Demay, selon lesquels la préparation d'une opération punitive avait été programmée par les SS, dans l'après-midi du 9 juin 1944, et ce fut Oradour qui fut choisi alors que l'enlèvement de Kampfe ne s'est produit que vers vingt heures dans la même journée, à proximité du bourg de Moissans, à cinquante kilomètres d'Oradour, et donc après le choix de ce village pour l'opération du lendemain. Hastings affirme par ailleurs qu'il y a « peu de chances de découvrir l'exacte et définitive vérité sur les motifs qui ont inspiré Diekmann, dans cette horrible tuerie [et que] plusieurs de ceux qui les connaissent ne sont plus là. D'autres, ayant comparu dans les procès pour crimes de guerre, ont eu de bonnes raisons de les masquer. Ceux qui sont encore vivants emporteront leur secret dans la tombe ».
Le récit du massacre en lui-même est expédié en douze lignes et contredit par tous les témoignages des survivants et par les dépositions des militaires. Weidinger affirme entre autres que les SS se sont heurtés à une résistance armée, que plusieurs cadavres de soldats allemands assassinés ont été découverts, que la population a pris part aux combats. Plus loin, il écrit, toujours sans la moindre preuve, que les membres d'un détachement sanitaire ont été retrouvés les mains attachées au volant et brûlés vifs dans leurs véhicules.
Il s'appuie ensuite lourdement sur la déclaration sous serment faite par un officier de la Bundeswehr qui aurait visité Oradour en 1963 et 1964 : en uniforme, il est accueilli chaleureusement par le maire et par des gens âgés habitant le village qui lui déclarent que l'église n'a jamais été mise à feu par les Allemands, qui ont au contraire au péril de leur vie sauvé plusieurs femmes et enfants de la fournaise, et que c'est l'explosion d'un dépôt de munitions dans l'église qui a causé le massacre des hommes. Toujours d'après Weidinger, le colonel Stadler, très mécontent du non-respect de ses ordres, demanda une enquête de la justice militaire, confiée au juge SS Detlev Okrent, lequel ne put interroger Diekmann, tué peu après, mais recueillit à sa place le témoignage de ses officiers et sous-officiers.
Pour Weidinger, le massacre de Tulle et celui d'Oradour sont des « incidents » qu'il justifie en écrivant que sans cet effet de choc, les pertes allemandes eussent été bien plus lourdes.
Cette thèse est considérée par les historiens comme purement mensongère, Diekmann ayant, juste avant de quitter le village, mis au point une version des faits pour dissimuler l'entière gratuité du massacre.
Pour J.J. Fouché, les déclarations de Weidinger « mentionnant la surprise du colonel SS et les reproches qu'il aurait adressés sur-le-champ au commandant du bataillon […] font partie de l'opération d'habillage autour du massacre. La propagande orchestrée par les services SS de Limoges eut pour objectif d'impliquer la Résistance dans le massacre, et de lui en faire porter la responsabilité ». Pour Bruno Kartheuser, « les articles et écrits d'Otto Weidinger, commandant SS et défenseur acharné de la cause SS, ne méritent pas d'être pris en considération ».

## Le procès de Bordeaux
Le procès qui s'ouvre le 12 janvier 1953 devant le tribunal militaire de Bordeaux fait suite à de premières tentatives entamées par la cour de justice de Limoges en 1944, devant laquelle un participant au massacre est condamné à mort le 12 mars 1946. Ce verdict est annulé par la cour d'appel de Limoges le 22 mars 1946, le condamné étant mineur au moment des faits et portant l'uniforme allemand, ce qui le fait relever de la justice militaire. Ce seul accusé fait l'objet de onze jugements, renvois, suppléments, cassations et mises en accusation. Après une tentative de dépaysement de l'affaire devant la juridiction civile de Toulouse, le dossier d'instruction est clôturé le 22 octobre 1949. Un arrêt de la cour de cassation d'août 1950 refuse de disjoindre les cas des Allemands de celui des Alsaciens. C'est donc trois ans après la clôture de l'instruction que débute le procès de Bordeaux, dans un climat politique tendu alors que s'affrontent les opinions publiques limousine et alsacienne. Ce climat est dû au fait que parmi les vingt et un accusés, hommes du rang et sous-officiers, comparaissant devant la justice figurent quatorze Alsaciens. Condamné à mort par le tribunal militaire de Bordeaux le 5 juillet 1951 pour le massacre de Tulle, le SS-Gruppenführer Heinz Lammerding, commandant de la 2e Panzerdivision SS « Das Reich », vit à Düsseldorf, dans la zone occupée par les troupes britanniques et le gouvernement français n'obtient pas son extradition malgré les mandats d'arrêt à son encontre délivrés en 1947, 1948 et 1950 ; le commandant du 1er bataillon, le SS-Sturmbannführer Adolf Diekmann, est mort pendant la bataille de Normandie, le 29 juin 1944.

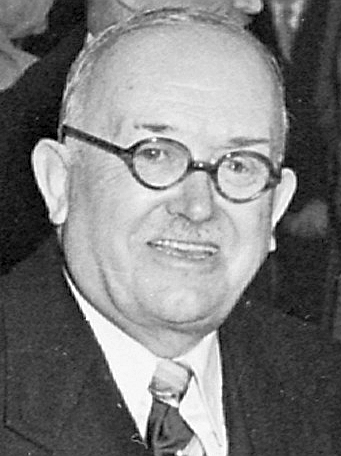
Vincent Auriol en 1951.

Sur le plan juridique, l'ordonnance sur les crimes de guerre promulguée par le gouvernement provisoire exclut les poursuites sur la base de ce chef d'inculpation contre les citoyens français puisqu'elle précise qu'elle ne s'applique « qu'aux nationaux ennemis ou aux agents non français au service des intérêts ennemis ». Ce n'est qu'après la visite à Oradour, le 10 juin 1947, du président de la République Vincent Auriol que celui-ci fait adopter à l'unanimité par l'Assemblée nationale la loi du 15 septembre 1948. Celle-ci introduit dans le droit pénal français la notion de responsabilité collective des groupes ayant commis des crimes de guerre, pour autant que ces groupes aient été reconnus comme organisation criminelle lors du procès de Nuremberg, ce qui est le cas de la SS : « Tous les individus appartenant à cette formation ou à ce groupe peuvent être considérés comme coauteurs, à moins qu'ils n'apportent la preuve de leur incorporation forcée et de leur non-participation au crime » ; en son article 3, elle permet de poursuivre les citoyens français, non du chef de la responsabilité collective, mais s'ils sont « personnellement coauteurs ou complices ».
Le tribunal est composé de six officiers d'active et présidé par un magistrat civil, Nussy Saint-Saëns. Les accusés alsaciens sont défendus par des avocats eux aussi originaires d'Alsace, parmi lesquels Me Schreckenberg, bâtonnier de Strasbourg et ancien déporté. Après avoir rejeté les demandes des avocats des inculpés alsaciens contestant la validité des poursuites engagées sur la base de la loi du 15 septembre 1948, puis entendu tous les accusés, à une exception près, nier leur participation au massacre, il fait une mise au point : « Ce procès est et demeure celui de l'hitlérisme. Mais pour l'heure, il ne semble être encore que celui d’une compagnie. On discute cartes sur table, plans à la main, comme dans un état-major. Tout est disséqué, analysé, pièce à pièce. On passa au microscope les gestes et les minutes. On finit par perdre de vue l'ensemble du drame, son énormité et son aspect hallucinant ». La politique fait alors irruption au procès. Alors même que les témoins déposent devant le tribunal, l'Assemblée nationale abroge, le 27 janvier 1953, après un débat houleux et par 364 voix contre 238, la loi instituant la responsabilité collective. Nussy Saint-Saëns estime cependant que le procès doit se poursuivre, sur la base de la responsabilité individuelle de chacun des accusés : « Il n'y a pour nous rien de changé. Le tribunal continuera l'instruction de ce procès en son audience ».
Ces déclarations du président du tribunal font notamment référence aux lacunes du dossier d'instruction, relevées par le correspondant du Monde au procès. Il confirme sa position en déclarant qu'il « aurait considéré comme son devoir de refaire toute l'information depuis A jusqu'à Z ». Ces lacunes combinées aux dénégations des accusés permettent au Monde d'affirmer que « De l'affaire […] on sait tout… sauf le rôle joué par chacun des accusés ». Les témoins de la défense font état de la difficulté de résister en Alsace ou de se dérober à un enrôlement forcé ; pour les témoins de l'accusation, le récit de Marguerite Rouffanche fait la plus grande impression.
Le verdict est prononcé dans la nuit du 12 février 1953 : parmi les accusés allemands, le sergent Lenz est condamné à mort, un accusé qui a pu prouver son absence lors du massacre est acquitté et les autres sont condamnés à des peines variant de dix à douze ans de travaux forcés ; les Alsaciens Malgré-nous écopent de cinq à douze ans de travaux forcés ou de cinq à huit ans de prison ; quant au seul Alsacien engagé volontaire dans la Waffen-SS, Georges René Boos, il est condamné à mort pour trahison. Le tribunal prononce également quarante-deux condamnations à mort par contumace contre des accusés allemands.

### Les réactions et l’amnistie

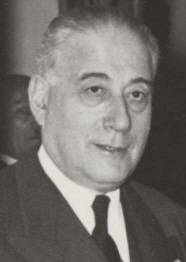
René Mayer en 1955.

Le verdict déclenche de vives protestations en Alsace : les cloches sonnent le tocsin et l'association des maires du Haut-Rhin fait placarder le texte suivant dans toutes les communes du département : « Nous n'acceptons pas. Toute l'Alsace se déclare solidaire avec ses treize enfants condamnés à tort à Bordeaux et avec les 130 000 incorporés de force. […] Elle restera avec eux dans la peine. L'Alsace française s'élève avec véhémence contre l'incompréhension dont ses fils sont les malheureuses victimes ». Le député Pierre Pflimlin adresse un télégramme au ministre de la Défense, René Pleven, en demandant la suspension immédiate des peines prononcées contre les Malgré-nous ; si sa requête est rejetée, le ministre lui fait savoir que le dépôt d'une proposition de loi d'amnistie pourra être examiné en urgence. Dès le 17 février 1953, le président du Conseil des ministres, René Mayer, ouvre la discussion au palais Bourbon sur la proposition de loi accordant l'amnistie pleine et entière à tous les enrôlés de force, texte déposé par huit députés issus de différents départements et représentant tous les partis politiques, à l'exception du parti communiste. Pour Mayer, « l’unité nationale, [est] supérieure à toutes les douleurs, plus urgente encore que les réparations, désirables et souvent impossibles, des conséquences de l’occupation nazie. Une amnistie effaçant les condamnations des incorporés de force est à l’heure présente la seule issue. »
Cette fois, c'est dans le Limousin et dans les journaux issus de la Résistance que se déclenche l'indignation.
Le vote de la proposition de loi fait l'objet d'intenses négociations et de vifs débats. Lors d'une rencontre avec trente députés alsaciens, le président Vincent Auriol se déclare en faveur d'une grâce présidentielle, au cas par cas, qu'il juge préférable à une loi d'amnistie. Aux arguments des députés défavorables à l'amnistie, on rétorque que c'est l'unité nationale qui doit l'emporter. Le président de l'Assemblée, Édouard Herriot, déclare : « La patrie est une mère. Elle ne peut pas admettre que des enfants se déchirent en son sein » ; le général de Gaulle prend lui-même position : « Quel Français ne comprendra la douleur irritée de l'Alsace ? […] Ce qui doit être avant tout évité, c'est qu'après avoir perdu dans la tragédie d'Oradour tant de ses enfants assassinés par l'ennemi, la France laisse de surcroît infliger une amère blessure à l'unité nationale ».
Pour Sarah Farmer, « l'Assemblée nationale estima préférable de s'aliéner une région pauvre et rurale qui ne constituait aucune menace pour l'unité nationale plutôt que de provoquer l'agitation permanente d'une région prospère et peuplée ». Anatoly M. Khazanov et Stanley Payne vont encore plus loin puisqu’ils n’hésitent pas à écrire que : « ce choix devait être vite oublié par la grande majorité de Français qui n’y ont vu qu’un simple expédient politique, si bien que le massacre d’Oradour devait continuer à empoisonner les relations entre l’Alsace et la France de l’intérieur pour le demi-siècle qui a suivi. » Quant à Jean-Jacques Fouché, il intitule le chapitre de son ouvrage consacré au procès « L'inaudible récit de la Justice ». Le 19 février 1953, la loi d'amnistie est adoptée par 319 voix pour, 211 contre, dont tous les députés communistes et les trois quarts des socialistes, et 83 abstentions. Le 21 à l'aube, les treize Malgré nous sont libérés et rejoignent leur famille en Alsace dans l'après-midi. Les cinq Allemands voient leur peine réduite et sont libérés quelques mois plus tard. Les deux peines capitales sont commuées en réclusion perpétuelle en septembre 1954. Aucun condamné par contumace n'est inquiété.
La loi d'amnistie conduit à une véritable révolte à Oradour et dans le Limousin : anciens résistants et élus locaux rendent aux autorités la croix de la Légion d'honneur et la croix de guerre décernées à la commune ainsi que la plaque en bronze donnée au nom de la République par le général de Gaulle. L'Association nationale des familles des martyrs (ANFM) refuse le transfert des cendres des martyrs dans la crypte construite par l'État et interdit à tout représentant de l'État d'être présent aux cérémonies commémoratives (exception faite du général de Gaulle en 1962). Enfin, une plaque apposée à l'entrée des ruines du village martyr mentionne le nom de tous les députés (dont François Mitterrand et Jean Lecanuet) qui ont voté l'amnistie ; elle est enlevée lors de l’élection présidentielle de 1965. Une autre plaque reprend le nom de tous les condamnés allemands et alsaciens. À l'appel du parti communiste, des manifestations regroupent des vétérans de la Résistance, des militants communistes et du parti socialiste unitaire à Paris et à Limoges, mais la mobilisation s'épuise rapidement. Par contre pour de nombreux anciens d'Oradour, les souvenirs de 1953 sont aussi pénibles que ceux de 1944. Pour le maire du nouveau bourg depuis 1949, le docteur Robert Lapuelle, « à ce sentiment de très grande peine et de survie, s'était ajouté un sentiment d'injustice, d'abandon et quelquefois de révolte ».
En 1958, cinq ans après le procès, tous les condamnés sont libres. « Cette même année, il ne restait en France que dix-neuf personnes emprisonnées pour collaboration ». Le massacre d'Oradour connaît un dernier épisode juridique en 1983. Condamné à mort par contumace lors du procès de Bordeaux, l’Obersturmführer Heinz Barth, se réfugie sous une fausse identité en République démocratique allemande. Son passé découvert, il est arrêté le 14 juillet 1981, et condamné à la prison à perpétuité par un tribunal de Berlin-Est, le 7 juin 1983, notamment pour sa participation au massacre d'Oradour. Cinq rescapés du massacre, MM. Hébras, Roby, Machefer, Beaubreuil et Darthout, témoignent lors du procès qui est suivi par la presse française et internationale. Barth est libéré, après la réunification, en juillet 1997. Sa condamnation ne l'empêche pas de percevoir, à partir de 1991 une pension au titre de victime de guerre, annulée par un tribunal de Potsdam en 2000 : pour L'Humanité sa pension de huit cents marks représente « près de 1,25 mark par mois pour chaque victime d'Oradour ». Sa mort, le 6 août 2007, fait les gros titres de la presse française.
En octobre 2010, un historien découvre un document tiré d'une enquête de la Stasi (les services secrets de l'ex-RDA), qui rapporte les témoignages de deux soldats allemands présents à Oradour. L'un d'eux aurait notamment révélé l'ordre d'un chef : « Aujourd'hui, le sang doit couler ! ». Un procureur de Dortmund, en Allemagne, et un commissaire de police se rendent à Oradour, en janvier 2013, dans le cadre d'une mesure d'entraide pénale internationale, afin de poursuivre l'enquête.

## Historiographie

### Un enjeu de mémoire

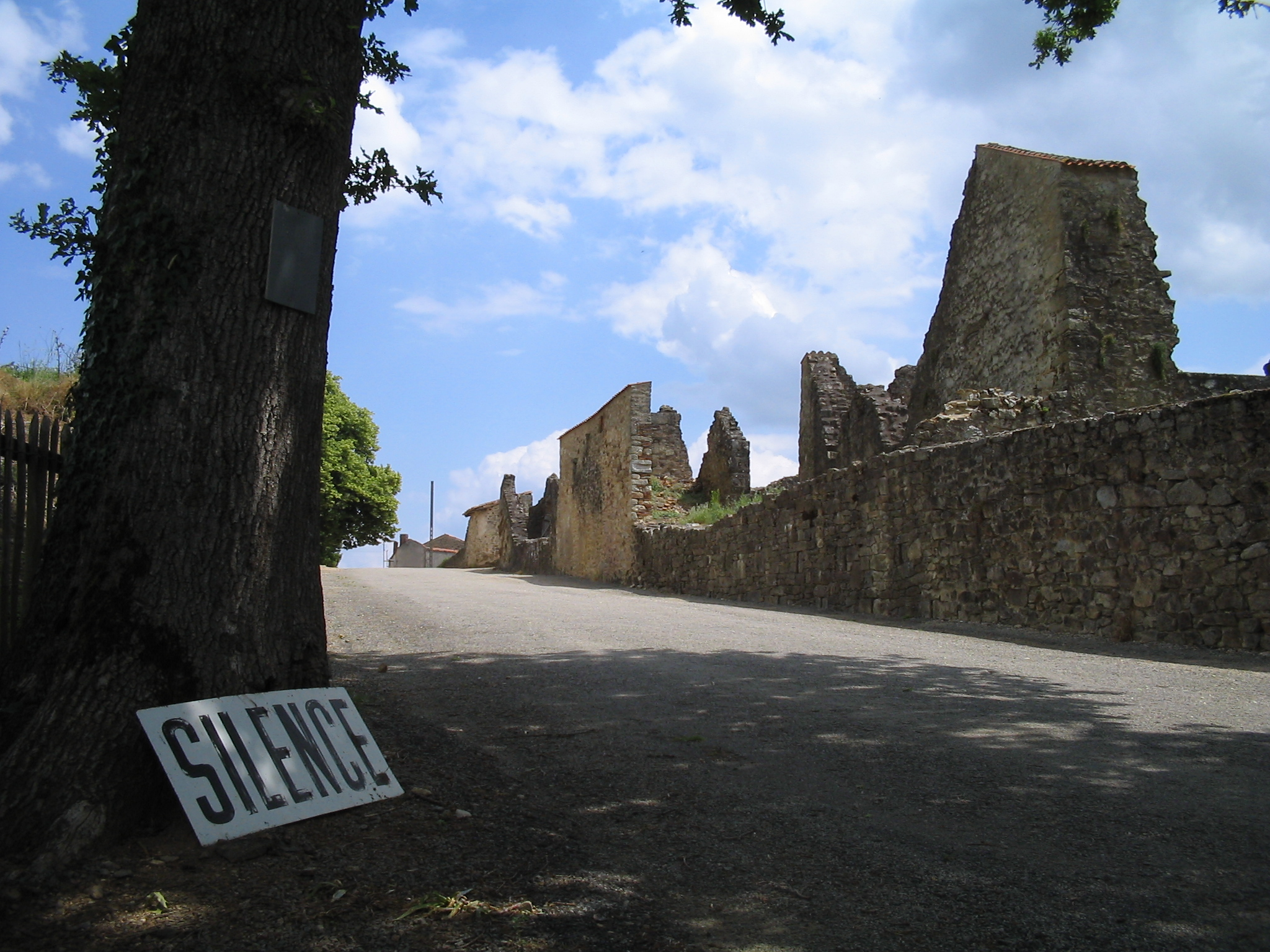
Entrée d’Oradour-sur-Glane avec le panneau « Silence » (pour le respect des victimes).

Les premiers hommages aux victimes sont rendus par l'évêque de Limoges, Louis Paul Rastouil, en sa cathédrale le 16 juin 1944. Celui-ci avait envoyé une lettre de protestation au général Gleiniger, commandant de l'état-major no 586 à Limoges, le 14 juin, qu'il conclut par « j'aime à croire, Monsieur le général, que l'autorité allemande ne manquera pas de mener, autour de cette pénible affaire, une enquête conclue dans le sens de la justice et de l'honneur », lettre à laquelle le général Gleiniger répond par l'expression de ses regrets,. Le 18 juin, c'est le pasteur de l'Église réformée, Albert Chaudier, qui rend hommage aux victimes lors de son sermon dominical qu'il entame par une citation du livre de Jérémie : « L'épouvante est partout, dit l'Éternel ». Le 21 juin, toujours à Limoges et malgré les menaces de la Milice qui fait courir le bruit que la cathédrale est minée, une cérémonie associe les autorités religieuses et civiles, cérémonie au cours de laquelle le préfet régional nommé par le régime de Vichy, Marc Freund-Valade, prononce une allocution qui selon J.J. Fouché « apparaît, au moins formellement, fondatrice de la mémoire du massacre », en exprimant d'emblée les notions de pèlerinage d'indicible douleur et d'enceinte sacrée à propos des ruines. Le 22, le nonce apostolique à Vichy Valerio Valeri transmet au maréchal Pétain une note de protestation « en le priant de bien vouloir la porter à la connaissance de qui de droit » ; c'est ce que fait Pétain qui convoque l'ambassadeur d'Allemagne à Vichy, Cecil von Renthe-Fink, et s'adresse à lui en ces termes : « Vous brûlez les villages, vous massacrez les enfants, souillez les églises, vous couvrez votre pays de honte. Vous êtes une nation de sauvages ». Puis il écrit à « Monsieur le Chef de l'État Grand-Allemand » que « des bandes souvent formées de terroristes étrangers » avaient provoqué « des représailles dont l'ampleur et parfois la férocité ont dépassé la mesure des torts causés » et déplore ces représailles dont la répétition « ne peut qu'aggraver la situation et risque de compromettre gravement l'espoir que nous avons mis dans la réconciliation de nos deux peuples ». Renthe-Finke refuse de transmettre cette lettre, et elle sera transmise au nonce et au général Von Neubronn, pour Hitler. Cela n'empêche pas Xavier Vallat de déclarer, le 27 juillet 1944, à propos d'une des victimes du massacre, que « ce sont des Français qui sont moralement responsables de la mort de cette femme et de bien d'autres ! » et d'affirmer que si « au nom d'un faux patriotisme [des Français désobéissant au maréchal ont causé] des troubles graves, des soldats allemands n'auraient pas été amenés à faire supporter à une population innocente la cruelle conséquence des méfaits de quelques bandits ».
L'usage du terme de « martyr » est repris par le nouveau préfet Jean Chaintron, résistant communiste nommé en septembre 1944, par le général de Gaulle. Celui-ci se rend le 5 mars 1945 dans le village, où il déclare notamment qu'Oradour est le symbole de ce qui est arrivé à la patrie elle-même.

« Ce qui est arrivé à Oradour-sur Glane nous enseigne aussi autre chose. C'est que, pour réparer et pour conserver le souvenir, il faut rester ensemble comme nous le sommes maintenant. […] Jamais plus, même une fois, il ne faut qu'une chose pareille puisse arriver à quelques points que ce soit de la France. Et pour que cela n'arrive plus […] il y a des dispositions à prendre, des dispositions qui ne sont pas seulement des formules, des dispositions qui ne consistent pas simplement à faire confiance aux autres, même quand ces autres ont la meilleure volonté du monde. Il faut se faire confiance à soi-même, et s'assurer sa sécurité soi-même »

— Général de Gaulle, Oradour, 5 mars 1945.
En janvier 1945, le gouvernement français décide le classement parmi les monuments historiques de l'église conservée dans l'état où elle se trouvait après l'incendie et celui des ruines du village parmi les sites historiques ; il décide également de la réédification du village sur un emplacement différent de l'ancien et reconnaît officiellement le comité de conservation des ruines, auquel une aide financière peut être accordée s'il y a lieu. Une cérémonie annuelle regroupant les parlementaires du département, le préfet et le sous-préfet, des représentants des corps consulaires et des cultes, des délégations d'associations patriotiques est organisée dès le 10 juin 1945 ; de 1948 à 1953, deux cérémonies coexistent, celle organisée par la municipalité communiste, qui instrumentalise la commémoration à des fins politiques et celle, silencieuse, de l'Association nationale des Familles des Martyrs d'Oradour-sur-Glane. Le 12 juin 1949, le Parti communiste organise un pèlerinage à Oradour, conduits par Louis Aragon et Frédéric Joliot-Curie, à l'issue duquel un livre d'or comprenant notamment des dessins de Pablo Picasso et Fernand Léger est remis à la municipalité. « Le message des survivants d'Oradour-sur-Glane au maréchal Joseph Staline à l'occasion de son soixante-dixième anniversaire […] montre que ce nom est devenu symbole ». À partir de 1953, soit après le vote de la loi d'amnistie, seule subsiste la cérémonie organisée par l'association, à laquelle les élus ne sont plus invités. La crypte construite par l’État pour abriter les restes des victimes reste inutilisée jusqu’en 1974 et l’ANFM fait construire son propre ossuaire qui contient toujours les cendres des victimes. La prise de parole du président François Mitterrand lors de la célébration du 10 juin 1994, puis l'inauguration, le 16 juillet 1999, du Centre de la mémoire par le président Jacques Chirac traduisent la réconciliation des mémoires locale et nationale.
Le 4 septembre 2013, le président de la République française François Hollande et celui de la République fédérale allemande Joachim Gauck effectuent une visite conjointe des ruines du village ; cette visite est marquée par « des moments d'émotion contenue et pudique, incarnée par ces mains qui se frôlent puis se serrent, les mains d'un président allemand et d'un président français jointes l'une à l'autre dans un petit village de France à tout jamais meurtri par la barbarie des SS ».
Emmanuel Macron se rend une première fois à Oradour en avril 2017 en tant que président d’En Marche et candidat à la présidence de la république. Il y revient, en tant que chef de l’état le 10 juin 2017 pour présider les cérémonies du 73e anniversaire du massacre. Il effectue notamment cette seconde visite avec Robert Hébras, dernier survivant du massacre.
Lors de son discours, sobre et méditatif selon Le Monde, il déclare : « Voyez ces ruines qui sont derrière vous. Déjà, la pluie et le soleil, après tant de décennies, ont effacé les traces noires de l’incendie dévastateur. L’herbe du Limousin a repoussé dans ce sanctuaire, l’impact des balles tirées ce jour-là sur les hommes, les femmes, les enfants s’est poli sur ces murs et se confond avec l’érosion de la pierre. Il en va de même avec la mémoire. Elle aussi, forcément, s’érode. Ce qui se transmet risque de s’affadir, sans cesse nous devons raviver la flamme et lui redonner sens ».
Le 10 juin 2024, pour commémorer le 80e anniversaire du massacre, Emmanuel Macron effectue une nouvelle visite, en compagnie du président allemand Frank-Walter Steinmeier.

### L’évolution des publications
Dans l'année qui suit le massacre, paraissent de nombreux ouvrages avec un objectif mobilisateur et faisant appel au concept de la barbarie allemande en référence à la Première Guerre mondiale : c'est à ce type de publication qu'appartient Oradour sur Glane, Souviens-toi, Remember, paru fin 1944 ou en 1945. L'ouvrage publié par le Mouvement de libération nationale (MLN) relève aussi de cette catégorie : toutes ses pages sont décorées d'une croix gammée en leurs quatre coins et de huit représentations des runes de la SS, ce qui choque particulièrement lorsque ces symboles encadrent les photographies des restes des victimes ; l'ouvrage affirme que le général Gleiniger « a accepté d'un cœur léger l'accomplissement d'un tel forfait » et que son supérieur direct, le général Fritz von Brodowski est « le principal auteur du massacre », alors qu'il semble que le premier n'ait eu aucun contact avec les membres de la « Das Reich », et que rien ne relie le second, basé à Clermont-Ferrand au massacre. L'accusation contre Gleiniger est aussi reprise par Pierre Poitevin, adhérent au groupement Libération, puis membre, dès leur fondation, des Mouvements unis de la Résistance (MUR), qui critique la carence des autorités françaises et écrit qu'il est possible que « l'état-major allemand à Limoges […] ait commandé ou ne se soit associé à cette sinistre et macabre autant qu'odieuse besogne ». En 1952, sort le livre singulier de Camille Mayram, Larmes et lumières à Oradour, galerie de portraits romancés de certaines victimes, qui s'apparente au martyrologe catholique, bien étranger aux traditions du village. Après le procès de 1953, sort une deuxième série d'ouvrages, « des ouvrages grand public à vocation historique [qui] n'indiquent que très peu leurs sources » : l'ouvrage d'Alain Lercher, qui a perdu deux membres de sa famille dans le massacre, Les fantômes d’Oradour (1994), dépourvu de tout appareil critique, relève plutôt d'un essai dans lequel il se livre notamment à une virulente charge contre la vision mémorielle catholique et le culte des lieux martyrs. Le livre de Guy Pauchou et Pierre Masfrand, Oradour-sur-Glane, Vision d’épouvante (1970) qui se fonde presque uniquement sur de très nombreux témoignages des survivants, relève de cette deuxième catégorie, même si certains passages de Pauchou et Masfrand font encore penser à la littérature de l'immédiat après-guerre, notamment lorsqu'ils écrivent que « les Allemands se distinguent des autres peuples par un goût délirant de la torture, de la mort et du sang ».
Comme bien d'autres aspects de la Seconde Guerre mondiale, le massacre d'Oradour fait aussi l'objet d'écrits révisionnistes ou négationnistes, comme ceux d'Otto Weidinger, d'Herbert Taege, de Sadi Schneid, ancien membre de la division « Das Reich » ou du pro-nazi négationniste français Vincent Reynouard. En ce qui concerne les trois auteurs allemands, dont les ouvrages concernent le massacre d'Oradour et de Tulle, on peut utilement se rapporter aux commentaires de Bruno Kartheuser : « les événements [de Tulle] ne sont évoqués que dans trois ouvrages négationnistes. Il s'agit de deux ouvrages de Herbert Taege et du récit de Sadi Schneid. Ces trois ouvrages visent à innocenter les participants allemands, qu'il s'agisse de SS ou de membres du SD, et imputent la responsabilité des représailles à la Résistance française. Quant aux très nombreuses déclarations d'Otto Weidinger, hagiographe de la 2e Panzerdivision SS « Das Reich » et commandant du régiment « Der Führer », elles témoignent de la même habilité à se jouer des faits et de la vérité, ». Par ailleurs, Jean-Marie Le Pen, président du Front national, a déclaré dans une interview au magazine Rivarol, le 7 janvier 2005, qu'« il y aurait […] beaucoup à dire », faisant allusion à d'éventuelles bavures de l'armée allemande.
Cinquante ans après les faits, les archives s'ouvrent et paraissent les premiers ouvrages scientifiques sur le sujet comme ceux de Sarah Farmer, de Jean-Jacques Fouché et de Bruno Kartheuser, ce dernier étant centré sur le massacre de Tulle. Deviennent notamment consultables les pièces de la procédure préalable au procès de Bordeaux, celles du département de la Haute-Vienne, de la préfecture de Limoges et des services de police sous l'occupation, du service historique de l'Armée de terre concernant notamment la 2e Panzerdivision SS « Das Reich », le rapport d'un informateur du haut commandement militaire allié envoyé en enquête à Oradour en octobre 1944. Ce sont ces documents qui permettent à J.J. Fouché d'élaborer son étude sur le massacre. Cette étude a fait l'objet de violentes critiques reprises dans le recueil de Philippe Schneider, dans lequel l'ouvrage de Fouché est, pour A. Baron, « un livre inique qui va faire, nous n'en doutons pas, les beaux jours du révisionnisme ». Dans le même recueil, Fouché est également contesté par Jean-Claude Peyronnet, sénateur, président du Conseil général et du Centre de la mémoire d'Oradour-sur-Glane, par C. Milord, président de l'Association nationale des Familles des Martyrs d'Oradour-sur-Glane et par Raymond Frugier, maire d'Oradour.

## Le mémorial d'Oradour

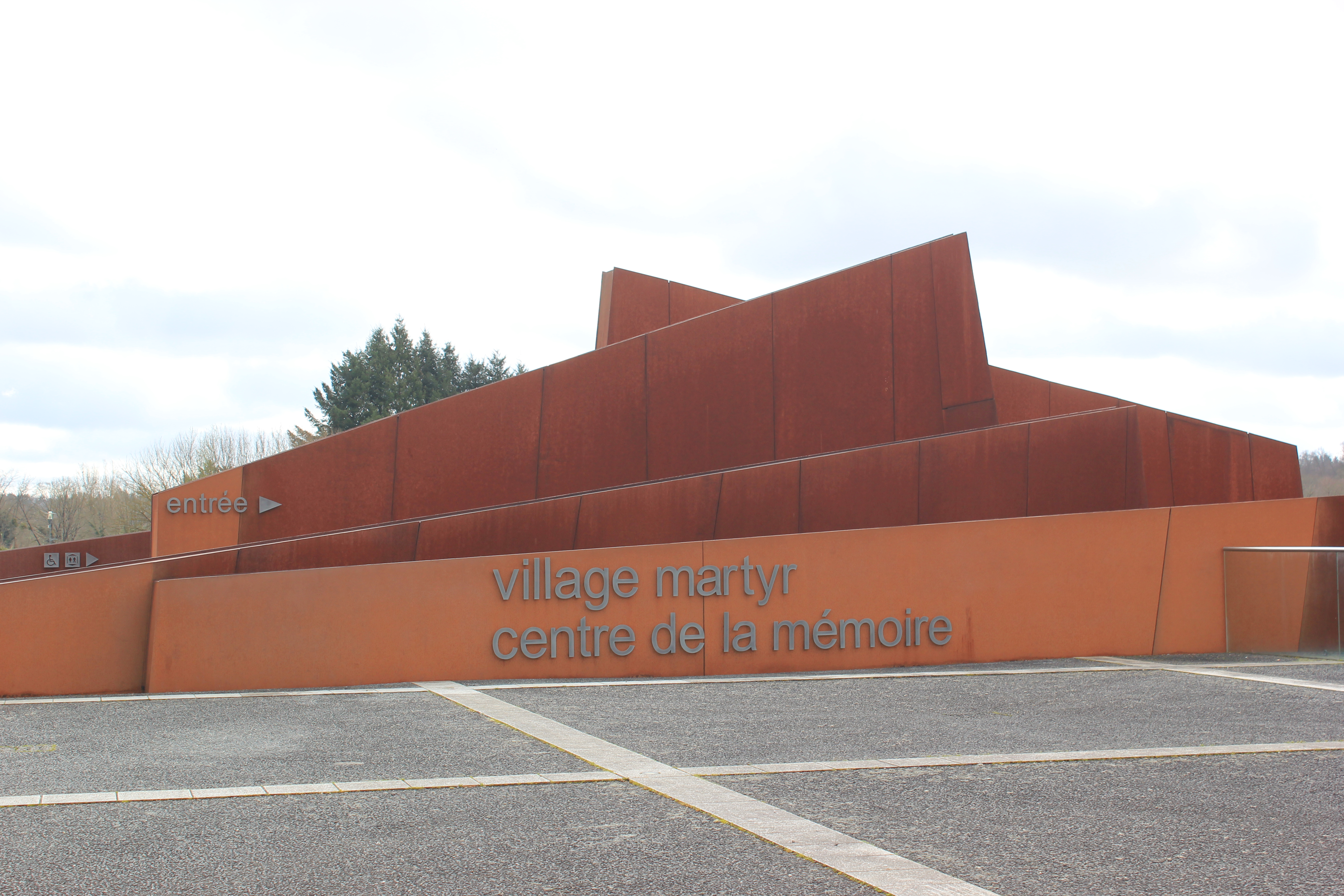
Le Centre de la mémoire d'Oradour-sur-Glane.

Un projet de centre de la mémoire est présenté à François Mitterrand sous l'impulsion du conseil général de la Haute-Vienne et en accord avec l'Association nationale des Familles des Martyrs d'Oradour-sur-Glane et la municipalité. Un bâtiment d'architecture novatrice est construit pour abriter une exposition permanente, ainsi que des projets temporaires. Le 16 juillet 1999, le Centre de la mémoire est inauguré par Jacques Chirac et la ministre de la Culture de l'époque, Catherine Trautmann. Il est géré par le conseil départemental de la Haute-Vienne. Dès 2002, plus de 300 000 visiteurs ont visité le musée. Le centre travaille activement avec le service autrichien de la Mémoire.
Le 21 août 2020, des inscriptions négationnistes sont découvertes sur le site du mémorial. Sur une photo mise en ligne par le Populaire du Centre, on voit le mot « martyr » rayé à la peinture, une bâche bleue couvrant des inscriptions. Le mot « menteur » a été ajouté le 22 août 2020, ainsi que la mention « Reynouard a raison » est taguée sur le Mémorial aux martyrs d'Oradour-sur-Glane, ce qui suscite une vague d'indignation dans les médias,, ».

## Évocation dans la culture

### Documentaires
- Une division SS en France, Das Reich : à partir d'images d'archives, ce documentaire produit par Nilaya Production (1 h 30 / Déconseillé -10 ans / 16:9 / stéréo), réalisé par Michaël Prazan et diffusé le lundi 2 mars 2015 à 20 h 50 sur France 3, raconte l’histoire de la division SS responsable du massacre.
- Oradour (1989) de Michel Follin et Marc Wilmart, film documentaire (52 min) sur la transmission de la mémoire du massacre hier et aujourd'hui, recueille le témoignage des survivants. Diffusé sur France 3 et France 3 Limousin Poitou-Charentes, il reçoit le prix du Patrimoine et le Grand Prix du ministère de la Culture.
- Un film amateur tourné dans les ruines du village en 1949.
- 10 juin 1944, court métrage documentaire réalisé en 1961 par Maurice Cohen.
- Une vie avec Oradour, film documentaire de Patrick Séraudie, sorti au cinéma en 2011.
- Un dimanche à Oradour, film amateur tourné en 1943. Il s'agit là des seules images animées connues du village avant la tragédie[232].
- Oradour sur Glane : l'Impossible en procès, réalisateur : Antoine Laura, 52 min, 2014[233].
- Oradour, les passeurs de mémoire : Un film de Patrick Séraudie co-écrit avec Anna Zisman, 52 min, Pyramide Production, 2024.

### Télévision
- La série télé anglaise (1973-1974), The World at War.

### Exposition
- Le Chant d'Oradour, exposition photographique et poétique de Laurent Bourdelas, Palais du Luxembourg, 2007, Sélection nationale du Printemps des poètes.

### Musique
- Les amants d'Oradour est une chanson de Gérard Berliner (paroles Frank Thomas / musique Gérard Berliner - 1992. Le vertige des fleurs, CD Flarenasch 181.692). Elle a été chantée pour la première fois en 1991 au théâtre de l'Aktéon à Paris (sous la direction artistique de Roland Barbier).
- Le Requiem Oradour, composé par Michel Bosc, est  créé en l'église Saint-Martial d'Oradour-sur-Glane, le 2 juin 2024, puis repris à Limoges et à Tulle[234].

### Littérature
- One Day in France (2015), roman d'Ethan Mordden, s'inspirant de cette histoire en employant des personnages fictifs.
- Oradour, poème français écrit par Jean Tardieu en septembre 1944.
- Le Dernier Témoin d'Oradour-sur-Glane, écrit par Mélissa Boufigi avec l’aide de Robert et Agathe Hébras, éditions HarperCollins, 2022.

### Bande dessinée
- Oradour 1944, L'Innocence assassinée (scénario : Jean-François Miniac ; dessin : Bruno Marivain ; supervision Robert Hébras), éditions Anspach - mai 2024.
- Oradour-sur-Glane, 10 juin 1944 (scénario : Philippe Tomblaine ; dessin : Mario Riccio, Emmanuel Cerisier et Arnaud Jouffroy), éditions Petit à petit - mai 2024.

### Cinéma
Le Vieux Fusil, film franco-allemand de Robert Enrico, avec Philippe Noiret et Romy Schneider est très librement inspiré du massacre d'Oradour. Sorti en 1975, il reçut notamment le premier césar du meilleur film et le césar du meilleur acteur pour l'interprétation de Philippe Noiret. Plus tard en 1985, l'œuvre recevra également le césar des césars. L'histoire décrit la vengeance d'un homme meurtri qui extermine avec un « vieux fusil » de chasse des SS d'une section de la division « Das Reich » ayant participé au massacre de la population d'un village et à l'assassinat de sa femme et de sa fille. Si la séquence du village désert et de la découverte des cadavres des habitants dans l'église semble bien être inspirée du massacre d'Oradour-sur-Glane,, toutes les séquences du film qui se passent dans le château qui surplombe le village, n'ont aucun rapport avec Oradour ; il en va de même pour les scènes reprenant l'utilisation d'un lance-flammes par Philippe Noiret, arme dont ne disposaient pas les SS à Oradour-sur-Glane.

### Sculpture
Fenosa, Aux martyrs d'Oradour, 1945, Notice concernant la sculpture de Fenosa sur le site du Centre de la Mémoire d'Oradour-sur-Glane